# 人类瑕疵大学系列角色列表
《人类瑕疵大学》，另譯《人類毛病大學》《ヒューマンバグ大学 闇の漫画》（ヒューマンバグだいがく やみのまんが）是日本的YouTube频道，专门发表以人类的黑暗为主题的漫画影片。题材从真实事件里选择来取材，有包括地下社会和犯罪等主题，主要制作人為平山胜雄。
頻道裡的系列作品處於相同的架空世界和共同世界，故事劇情互有關聯，不同系列的角色會在其他系列作品客串登場。作品後延伸出改編TV版動畫和書籍等作品。本表列出這些作品中出場的常駐重要登場角色。

## 角色及配音員
※註：下述角色列表僅列出Youtube連載動畫頻道和TV版動畫的常駐角色。

### 《佐竹博文的不幸人生》系列
佐竹博文（聲：杉田智和（日本TV版）；ヤシロこーいち（Youtube連載配音版））
TV動畫版的主角，在Youtube連載動畫頻道為《佐竹博文的不幸人生》系列男主角，偕同女友根岸千惠居住在久遠町的男子。經常被捲入諸如疾病、災難、事故、犯罪等突發事件，仍能幸運存活，被裏社會相關人士稱作「不死的男子（Undead Man）」。
頻道製作人平山勝雄在訪談中說明道，佐竹最初在Youtube連載動畫頻道登場時，被定位為說明死刑制度和喚起社會意識促進積極影響的角色，但由於擔綱youtube版佐竹配音的人員的表現令佐竹增添人性，才將佐竹設計為常駐角色。平山稱佐竹在連載首話被執行死刑後已經逝世，自連載第2話起的登場皆為角色回憶。擔任佐竹博文TV動畫版配音的杉田智和在TV動畫版官方網站附錄講評裡，表示自己詮釋角色時重視現場演出，同時尊重原著。參演TV動畫版的小倉唯評論佐竹博文「除了運氣不好以外，對千惠而言是踏實和優秀的未婚夫」。
Youtube連載動畫版
Youtube連載系列第1話和介紹日本死刑制度的單元以死刑犯的身份露面，因為誤會未婚妻千惠另結新歡而殺害她和另名男子，被執行死刑。自連載系列第2話起以上班族的身份再次登場，但由於經常遭遇涉及自身的突發事件，換過幾次工作。隨劇情進展與鬼頭丈二建立合作關係，擔任後者進行祕境探索旅途期間的助理，不僅和出面解救他的紅林二郎、參與秘境探險的元成為朋友，還陸續和黑社會相關人士有所交集，為了保護千惠開始學習防身術。
因為誤飲曾為黑道「京極組」成員的愉快犯蝦川下毒的罐裝咖啡，被「京極組」成員久我虎徹所救而認識對方。被捲入女教師遇害事件期間遭警方誤判為犯人，但因為遵守鬼頭丈二的指導堅持不認罪，獲釋後透過制裁真犯人的伊集院茂夫得知事件真相。
TV版動畫版
因為懷疑訂有婚約的女友千惠感情出軌而動手行兇，被法庭判處死刑，但在處刑後意外存活，喪失處刑前的記憶，被「人類瑕疵大學」教授看中其經歷各種事故仍能生存的體質和經歷，作為教授的研究對象，經由教授的引導逐漸回復記憶。
書籍版
普通家庭出身，家人有父親義文和弟弟博成，高中三年級因為參加不睡眠紀錄挑戰，造成失憶被送往康復設施但自行脫逃，義文則在博成離家出走後逝世。博文換過幾次工作後與千惠結婚，但因為懷疑千惠與他人有染，遂將千惠連同另名男子殺害而被判處死刑，於2019年行刑。
根岸千恵（聲：小倉唯（日本TV版）；末次 由布子（Youtube連載配音版））
TV動畫版登場角色，Youtube連載動畫頻道為《佐竹博文的不幸人生》系列女主角。留著褐色翹短髮的女性，佐竹博文的女友。
Youtube連載動畫版
在Youtube連載系列第1話和介紹日本死刑制度的單元以被佐竹殺害的妻子身份初次登場，在後來的連載話數則變更成佐竹的女友。個性善良，與佐竹博文感情良好，但經常和對方被捲入突發事件。大學時期夢想環遊世界，但在旅途中被來自澳大利亞的跟蹤狂傑克持續尾隨，選擇回國仍被對方窮追不捨。視幫助佐竹的紅林二郎為朋友。因為經常光顧瓜生和香鈴經營的蜜瓜包行動餐車，和瓜生與香鈴交好，亦成為兩者幫助佐竹博文和千惠的契機。
TV版動畫版
TV動畫版為佐竹的未婚妻，因為忽然遇害，成為故事開端。過去在旅途中偶遇外籍觀光客傑克，遭對方利用社群網站進行數位跟蹤，後來在旅行期間認識佐竹並獲贈幸運硬幣，兩者遭傑克追殺逃過一劫，將佐竹贈與的幸運硬幣製成項墜回贈對方，此項墜反意外讓佐竹和鬼頭丈二在出遊期間陷入危機。
書籍版
書籍版故事中與佐竹結為夫妻，但後來被佐竹博文懷疑有外遇而遇害。

### 《祕境獵人·鬼頭丈二》系列
鬼頭丈二（聲：高橋廣樹（日本TV版）；ヤシロこーいち（Youtube連載配音版））
TV動畫版登場角色，Youtube連載動畫頻道為《祕境獵人·鬼頭丈二》系列男主角。熱衷嘗試世界各地奇異飲食和探索祕境的祕境獵人，對土地的歷史和文化抱有敬意。單親家庭出身，因為兒時與父親生活的窮苦環境和三餐難以溫飽的影響，養成絕不浪費食物的態度，經歷自身努力成為進口全世界食品的貿易公司老闆後，出售公司獲得10億日圓的資產，轉任原公司的營業顧問。前期幾度和佐竹經歷意外事件，後來邀請佐竹擔任祕境探索旅行期間的助理。擁有能夠感應到靈體存在的靈異體質。擅用閃光彈、分銅鎖等道具防身。
因為經常遊歷世界各地，俱備一定的法律知識，曾經在旅途中教導佐竹博文遭遇警方強迫認罪時的應對措施，後來佐竹博文因為被捲入女教師遇害事件而遭警方脅迫時，便採用他指導的方式渡過危機。TV動畫版第2話因為邀請佐竹共同出遊遭遇海難。擔任TV動畫版鬼頭丈二配音人員的高橋廣樹在官方網站附錄講評中評論該角「平常即使有什麼渴望追求的事物，也可能很難真正付諸行動，但是他幾乎毫不猶豫地做到了。在這樣方面來說，可能會讓人產生類似於欽佩的感覺。」。
元雲嵐（聲：ヤシロこーいち（Youtube連載配音版））
留著掩蓋左眼的酒紅色短髮，中國大陸出身的殺手。個性沉著冷靜，喜歡閱讀與探索秘境，私底有著性情溫和且重視情義的一面。擅用中國拳法和包含三節棍在內的武具。平常會隨身攜帶漢方藥以備不時之需。中國大陸的山間村落出身，與同樣修習「崩拳」的翠蘭為同門師兄弟，原本為了尋求振興村落的方式與翠蘭合作，但在翠蘭背叛並殺害村裡長老後視其為勁敵。將「CODE-EL」時任幹部毛利當成恩人相待。
初登場於《京極組的武鬥派 久我虎徹》動畫系列時受僱中國的黑社會，和久我虎徹交手時重創對方，被後者用額頭撞擊頭部受輕傷後體認實力有所不足，決定繼續鍛煉實力便自行離去。後來在探索祕境旅途中與同為祕境愛好者的鬼頭交流甚歡，開始跟隨鬼頭進行探索祕境旅途兼任同行眾人的護衛，還和佐竹成為朋友。對鬼頭熱愛嘗試各地奇異飲食的執念不敢恭維。「CODE-EL」內部鬥爭期間為報答毛利兼找尋機會和翠蘭交手，同意協助毛利派成員對抗銀田派，與翠蘭交手並擊敗對方後，正式和翠蘭和解。「CODE-EL」內部鬥爭落幕後離開日本，將翠蘭的遺體帶回故鄉安葬，仍和毛利派成員保持聯繫和合作關係，但在毛利派成員和殺手組織為敵時被敵方派遣的菁英殺手祇園織文重傷，為雪恥再度挑戰祇園織文，獲得對方認可其實力並正式和解。

### 《拷問專家伊集院茂夫》系列
伊集院茂夫（聲：子安武人（日本TV版）；伊藤 タカユキ（Youtube連載配音版））
TV動畫版登場角色，Youtube連載動畫頻道為《拷問專家伊集院茂夫》系列男主角之一。專門接受被害者及其親友委託，鎖定法律無法制裁的犯罪者進行酷刑制裁的拷問專家。平常對待委託者有禮，但在面對犯罪者時則會變得冷酷無情，有時也會提醒委託者進行委託形同肩負殺人罪孽。受理案件時會自行或委託他人調查制裁對象的情報與下落，親自將其捕回制裁場所，實施酷刑時會依照制裁對象的言語和罪行在其斷氣前返還之。擁有豐富的人脈，視情況會同意讓黑社會人士和其他拷問專家協助提供情報、捕捉或除掉犯罪者，但對多數黑社會人士保持一定距離，自稱雖然是法外制裁犯罪者，但自己終有死後墜入地獄的一天。TV動畫版飾演伊集院的子安武人在官方網站附錄講評裡，稱自己喜歡伊集院冷靜無情的性質和在地下世界像處刑人一樣的立場，並表示自己很慶幸不是在作品裡飾演反派角色。
Youtube連載版
原本是貴族「伊集院」家族的獨子，自童年接受伊集院家培訓次任當家的教育，精通武術、管理學識、禮儀，青年時期因為同為貴族的大鳥與堂馬利信互相勾結陷害伊集院家，導致雙親與傭人遭堂馬指使的犯罪者闖入宅邸殺害，成為流浪者期間受街區長老照應，以此經歷立志成為拷問專家，後陸續在接受犯罪者遺族委託過程中捕獲堂馬與大鳥，將其用酷刑折磨至死。
曾經在佐竹被捲入女教師遇害事件而遭遇冤罪期間，協助制裁真正的犯人。接受流川隆雄和紅林二郎的請求，親自指導紅林二郎近身搏鬥的技巧。
TV版動畫
TV版因為接受前警察山岸鐵平的委託制裁濫用職權的警察青林隆雄，在調查期間意外發現並救了遭青林誣陷險被活埋的佐竹，將青林帶往個人拷問室施以炮烙制裁。事後前往醫院探望住院休養的佐竹，離去前表示倘若佐竹成為制裁目標，他也不會手下留情，TV最終話偕同流川將試圖對佐竹、千惠不利的傑克·史佩西帶去事務所進行制裁。
流川隆雄（聲：鈴木崚汰（日本TV版）；伊藤 タカユキ（Youtube連載配音版））
TV動畫版登場角色，Youtube連載動畫頻道為《拷問專家伊集院茂夫》系列男主角之一。留著金色短髮的拷問專家見習，伊集院茂夫的學徒兼助手。個性爽朗正直，但在面對犯罪者時則會毫不手軟，主要協助伊集院進行調查、捕獲目標、拷問等事務。
Youtube連載版
原本是普通家庭出身的花寶大學二年級生，家人有父親、母親理惠子、妹妹艾蜜莉，20歲（2019年）時母親因為拒絕所屬公司老闆兼大企業家的兒子戶塚的職權騷擾，造成戶塚挾怨報復殺害流川的家人和縱火滅證。流川受此事影響從學校輟學，為調查兇手身份遭地痞流氓欺騙毆傷，獲得艾瑪與伍代的協助查出戶塚犯案的實情，但因為衝動向戶塚尋仇、反遭後者的護衛重傷，轉而逃向伊集院的事務所委託為父母報仇，經由冰室治療後親自參與拷問戶塚的過程，為了幫助和自己境遇類似的人們，以此機緣成為伊集院的助手。偶然和制裁地痞集團的紅林二郎相遇合作，後介紹紅林二郎跟隨伊集院學習近身戰鬥技巧。
TV版動畫
TV版動畫協助伊集院調查青林期間，協助打倒與青林共謀的黑道成員，將險遭活埋的佐竹帶去治療。
伍代千隼（聲：綠川光（日本TV版）；伊藤 タカユキ（Youtube連載配音版、TV版第1話和次回預告片））
TV動畫版登場角色，Youtube連載動畫頻道為《拷問專家伊集院茂夫》系列常駐角色，外型英俊，留著白色短髮和琥珀色雙眼，左眼下方有淚痣的情報販子。有抽菸的習慣。俱備超過警方的情報能力，時常接受犯罪被害者相關人士、伊集院、黑社會人士委託進行調查任務，還會將有意復仇的犯罪被害者及親友介紹給伊集院。對待犯罪被害者遺族親友富同理心，但同時蔑視犯下殘酷罪行的非正道人士。由於經常需要挺身犯險蒐集情報的緣故，練就防身術和逃生技能。原本是雙親不明的棄嬰，自童年時代便以擔任線人維生，18歲時遇見時年22歲的伊集院，雙方建立長期合作關係。
艾瑪（聲：末次 由布子（Youtube連載配音版））
外型美麗，留著金色長髮（少女時期為褐色短髮）的女陪侍。個性溫柔機智，善待犯罪被害者和相關親友，經常協助伊集院等人進行調查、誘導伊集院等人鎖定的制裁目標掉入陷阱，也會將犯罪被害者與相關親友介紹給伊集院。高中時期母親遭犯人殺害，為了替母親復仇，登門委託伊集院協助制裁犯人，以此機緣和伊集院等人建立合作關係。
因為入行時期曾經獲得酒店媽媽桑光子指導待客訣竅，加著光子為人正直和富人望，視其為恩人。在光子遭暴力集團人員虐殺後悲慟不已，陪同後者店裡的女陪侍向伊集院說明案件，該起命案同時讓與光子交好的「天羽組」居中協助伊集院捕捉加害者，交給伊集院制裁。
長老
本名不詳，過去在伊集院失去家人的流浪時期，關照他的年長男子。通曉所處地區的大小情報，時常在伊集院調查事件的過程提供協助，也會將犯罪被害者與相關親友介紹給伊集院。亦曾在老友死於犯罪者縱火的事件後委托伊集院協助復仇。
冰室一真（聲：ヤシロこーいち（Youtube連載配音版））
醫生，因為醫術精湛而聞名黑社會，時常接受一般民眾和黑社會人士的委託進行法外治療，同時兼具醫德和對待一般民眾的同理心，深得包含伊集院、天羽組、京極組等人的信賴。過去任職帝福大附屬醫院的外科醫生，被表社會譽為「天才外科醫生」，和時任院長澤村是師生關係，因為負責治療罹患先天性心臟病的8歲孤兒少女濱田有紗與後者關係良好，支持有紗成為畫家的夢想，但由於澤村為了掌握治療黃金時間、選擇優先治療輕傷的村瀨大臣延誤病危的有紗治療時機，導致有紗喪命。當冰室發現有紗的遺體被澤村動過內臟移除手術摘除所有內臟、澤村捏造有紗簽署器官捐贈同意書和製造冰室使用政府未核准新藥物的報告書後，毆打並正式和澤村決裂，調查澤村的過程被對方派遣淫樂殺人犯岸邊克治重傷，經由伍代獲悉澤村非法藏器交易的勾當和負責法外制裁惡人的伊集院的存在，向伊集院委託復仇制裁之餘參與拷問澤村的行列，此後投身黑社會之餘輔助伊集院，成為黑社會人士口中的「闇醫師」。在偕同伊集院折磨制裁犯罪者時，會接受伊集院的要求治療兼延長目標的性命，再讓伊集院反覆施加酷刑直至目標死亡為止，有時候也會對制裁目標施加活摘器官或造成傷害的手術。
利平（聲：畑耕平（Youtube連載配音版））
外號「蟲屋的利平」，留著梳成馬尾髮型的綠色長髮，擁有綠色雙瞳，經常身著綠色浴衣的青年，其實是買賣和培育稀有蟲類的專家。個性平靜，說話帶有江戶方言，擅長操控且愛惜蟲子，經常提供蟲類協助伊集院進行拷問犯罪者的工作。曾經在前往郵局辦理事務期間獲得佐竹協助，後為了幫助包含佐竹在內被搶匪威脅的民眾脫困，釋放劇毒蜂類攻擊兼成功制服搶匪，結果不慎波及佐竹造成對方中毒住院，事後特地留下治療蜂毒的藥膏給住院的佐竹。
乙無慎太郎
擁有藍色短髮，橙色雙眼的青年，精通且擅長操控爬蟲類生物的專家，經常提供爬蟲類協助伊集院進行拷問犯罪者的工作。
J·J
菲律賓的拷問專家，白天是教會的神父且待人和藹可親，但在拷問犯罪者時態度則會變得嚴肅。有時候也會和伊集院跨國合作。精通菲律賓武術Arnis。
阿札爾
伊朗的拷問專家，精通拷問酷刑手法為鐵球。
蘇菲雅
留著粉色長髮的英國籍女性拷問專家，騎士家族出身的後裔，擅用長劍、戰錘等中古武器對犯罪者進行拷問。有時候也會和伊集院跨國合作。
達利烏斯
羅馬尼亞貴族後裔出身的拷問專家，擅用中古世紀的拷問手法對犯罪者進行拷問。有時候也會和伊集院跨國合作。
薩曼德
泰國籍拷問專家，前泰拳冠軍，擅用泰拳技巧搭配武裝護甲對犯罪者進行拷問。有時候也會和伊集院跨國合作。
馬修·萊恩
美國籍拷問專家，前美軍，擅用近代手法改良古代酷刑對犯罪者進行拷問。有時候也會和伊集院跨國合作。
費南德
墨西哥籍拷問專家，古代阿茲特克文明神官的後裔，信仰虔誠且擅用古代宗教儀式對犯罪者進行拷問。有時候也會和伊集院跨國合作。
門倉正造
精於調製火藥炸彈的火藥師，有時候會輔助伊集院對犯罪者進行拷問。

### 《紅鬼傳說 元不良少年 紅林二郎》系列
紅林二郎（聲：伊藤 タカユキ（Youtube連載配音版））
Youtube連載動畫頻道為《紅鬼傳說 元不良少年 紅林二郎》系列男主角，居住在志正町，富有正義感的青年，擁有能夠一拳將普通人的頭蓋骨打到變形與輕易扛起重物的怪力。經常出面規勸有違道德規矩或作惡的對象，倘若對方執意行動和造成第三者損失乃至於受傷，則會出手擊倒對方，但也因此造成他時常需要更換工作或被警方關切。學生時期是知名的不良少年兼棒球部成員，與高中同校、現為黑道「京極組」成員的久我虎徹是經常打架的死對頭，但在關鍵時刻則會放下成見聯手合作。已知家人有兄長紅林孝太郎、嫂子紅林美幸、姪子豊、姊姊、雙親和過身的祖母。
初期平常髮色為狹帶紅色的黑髮，後來則變成紅髮，進入戰鬥狀態時髮色會產生變化。因為替遭惡人襲擊的佐竹解危而成為朋友，有時候也會擔任鬼頭丈二祕境探索旅行期間的助手兼護衛。在肅清地痞集團行動中與流川隆雄相識，受後者引薦向伊集院學習近身博鬥的方式。雖然不認同黑社會的處事方式，但隨著劇情發展也時而獲得黑道「天羽組」、「京極組」、「河內組（後更名獅子王組）」成員，甚至是殺手組織「CODE–EL」毛利派成員、高利貸經營者兼前殺手三門一郎太等人的協助。接受自警集團「愛天雄」領導者羽柴與如月的邀請加入組織。為求得正當職業，以成為教師為目標就讀通信制大学，取得學歷後擔任私立高中「壹世學園高校」的1年3班副班導兼社會科教師，導正學校的風氣。與曾任「CODE-E-L」殺手的鵺和解，獲得後者指導作戰技巧。
TV動畫版第1話以肖像形式，出現在佐竹博文閱讀的漫畫書封面上。
上堂莉莎（聲：末次由布子（Youtube連載配音版））
前女子偶像團體成員，留著深藍色長髮的年輕女性，個性親切友善。父親是警察。因為在演唱會發生騷動時遭曾隸屬黑道「天羽組」的橘襲擊，被當時受聘擔任臨時警備的紅林二郎解救，此後經常與紅林二郎往來，雙方處於友情以上的好感關係，容易被捲入麻煩事件。
西条秀郎（聲：伊藤 タカユキ（Youtube連載配音版））
紅林二郎高中時期的惡友，學生時代是校園裡的不良少年，身手遜於紅林二郎。十分憧憬自警集團「愛天雄」，在「愛天雄」領導者羽柴與如月邀請紅林二郎加入組織時，毛遂自薦要求成為組織成員，羽柴與如月則在測試他的身手後，勉強同意讓他加入團隊。
片倉
紅林二郎學生時期的惡友，特徵是銀色短髮的俊朗青年。個性理智冷靜，擅於判讀對手的心理，藉此發動攻擊或反擊對手。多次在劇中協助紅林二郎制裁犯罪者。
羽柴和成&如月
自主警備集團「愛天雄（メテオ）」的領導者，組織集結自願維護治安和打擊犯罪者的人士，專門打擊危害他人的對象。羽柴是留著紅色中長髮，擅用擊打技巧作戰的男子，有位在演藝圈的青梅竹馬美和與擔任女性偵探事務所社長的姊姊。如月是留著紫色短髮和橘色眼影，擅用踢擊的男子，與雙親深陷邪教「慈愛之會」的少女真由關係密切（後來「慈愛之會」被紅林二郎、如月、「天羽組」的工藤聯手制裁而瓦解）。兩者雖然經常見義勇為，但偶爾也會判斷失誤。
初登場於《拷問專家伊集院茂夫》系列，受僱女性詐欺慣犯辰巳賴子擔任臨時護衛，主動挑戰前來捕捉辰巳進行制裁的伊集院但不敵對方，拋下辰巳自行逃走，後來在伊集院捕捉制裁目標時再度現身，說明先前聽信辰巳會給予酬勞才受僱於她的緣由，協助伊集院擊敗制裁目標。偕同紅林二郎聯手擊潰敲詐患者支付高額醫藥費、強迫患者和親友簽署高利貸契約的醫院集團後，正式邀請紅林二郎加入組織，聯手合作打擊犯罪者。
深道真津梨（聲：猫島さゆり（Youtube連載配音版））
紅林二郎偶遇的美少女，個性剛烈，因為是兵庫縣出身所以說話帶有關西腔，擅長空手道。原本是為了工作抵達東京，卻遇上聽命「獅子王組」黑澤派的暴力集團刻意扭曲租屋與借貸契約，連同其他受害女子被強迫進入情色業工作，察覺此事反抗暴力集團而被刁難時獲得紅林二郎解危，同時向介入此事的「獅子王組」成員來栖三成坦白此事並獲得賠償。事後因為對紅林產生好感而搬入後者居住的公寓，在大阪工作。

### 《天羽組的武鬥派 小峠華太》系列

#### 天羽組
前身為黑道組織「田頭組」，在時任領導者田頭過世後，由於時任幹部天羽桂司成為繼任組長，更名為「天羽組」。故事前期的人員素質良莠不齊，經由天羽桂司為首的組織良知派人員整頓，現今以良知派作為組織主要勢力，良知派成員同時會協助伊集院進行調查、捕捉制裁目標，也會將尋求復仇的犯罪被害者相關人士轉介紹給伊集院。
小峠華太（聲：ヤシロこーいち（Youtube連載配音版））
Youtube連載動畫頻道為《天羽組的武鬥派 小峠華太》系列男主角，特徵是黑髮藍眼和配戴眼鏡。雙薪家庭出身，因為父母忙於工作，經常與當時住在附近且照顧他的極道男子往來，開始憧憬極道人士，直至父母離婚，於高中畢業那年離家出走，與當時的極道組織「田頭組」成員過招敗北後加入組織。「田頭組」時任領導者為了保護小峠，被敵方持槍狙擊身亡後，因為「田頭組」時任幹部天羽桂司繼任為領導者，「田頭組」也更名為「天羽組」。
初期為組織裡的基層成員，隨劇情發展逐漸成為組織重要成員之一。於《紅鬼傳說 元不良少年 紅林二郎》系列與工藤處置倉田商事時，首度遇見紅林二郎，後來偕同野田會晤兼邀請紅林二郎加入組織被拒，仍為了防範京極組帶來的威脅，將聯絡方式留給對方，亦於日後提供紅林二郎必要的協助。經常和其他天羽組成員協助伊集院進行調查、捕捉制裁目標，也會將尋求復仇的犯罪被害者相關人士轉介紹給伊集院。由於小林幸真和「CODE E-L-」的關係密切，為此認識毛利派建立友好關係。
天羽桂司（聲：ヤシロこーいち（Youtube連載配音版））
原「田頭組」幹部，成為繼任組長後將組織更名為「天羽組」，組織以空龍街地區為主要活動地點。性情沉穩，重視義理和人性，因為經常擔綱且能針對不同組之間的糾分進行公正仲裁，深受其他組織和部屬信賴。秉持不讓兒童接觸黑社會的原則，對待組織背叛者、冒犯自己和傷害組裡成員的人士毫不留情，但也有因為好面子和對自己人太大意造成損失的場合。飼有一條寵物狗。與妻子京子感情甚篤。對伊集院極其敬重，在2024年3月9日的視頻中，邀請伊集院出席天羽組的賞花會。
天羽京子（聲：天元なま→音羽咲夜（Youtube連載配音版））
「天羽組」組長天羽桂司的妻子。個性聰慧，相當照顧組員，關鍵時刻仍保持威嚴，被組員尊稱為「大姐」，是少數能讓野田收斂行為的人士。與丈夫桂司感情甚篤。過去曾經擔任會計師，現輔助丈夫管理組織的旗下事業盈利。因為在街上發現和收養流浪街頭的永瀬光一，被後者視為母親相待。
阿久津敏朗（聲：ヤシロこーいち（Youtube連載配音版））
「天羽組」若頭。個性穩健睿智，對組織絕對忠誠，輔佐組長管理組織且重視組織成員。年輕時是武鬥派成員，是邀請小林加入「天羽組」的關鍵人物，深受組織成員信賴敬重。後來為了保護組長，偕同飯田、青山對抗「天王寺組」的戶狩派而身負重傷，死前對自己為「天羽組」的全力貢獻感到無遺憾。事後戶狩為其意志表達敬意，他的死亡也促成「天羽組」全力殲滅「天王寺組」，若頭的職缺則由野田一接替。
冨樫宗司（聲：畑耕平（Youtube連載配音版））
時任「天羽組」武鬥派成員，個性豪邁，慣用武器是巨錘。在「天羽組」和「京極組」發生全面衝突期間，被「京極組」成員相良殺害。
小林幸真（聲：畑耕平（Youtube連載配音版））
「天羽組」武鬥派成員，原傭兵兼殺手，特徵是淺紫色的短髮。個性好戰，但也有為組員或友好對象犧牲感到悲痛的一面。擅用短刀和暗殺術，精通監視追蹤和諜報戰。8歲時被父母拋棄，因為不堪兒少設施人員的虐待，於9歲時獨自逃離設施，在街上挨餓流浪期間被黑社會暗殺組織「CODE-E-L」幹部毛利收留培訓，自請前往戰場擔任傭兵累積實戰經驗，後來在遊民收容所為幫助有恩於自己的年長遊民，殺死虐待遊民的犯罪集團成員，被阿久津看中邀請加入組織，受此經驗影響討厭利用未成年人犯罪的人士。在「天羽組」和「京極組」發生全面衝突期間，獨自調查追縱並殺害「京極組」時任組長日下，造成「天羽組」和「京極組」衝突激烈化。與在追查縱火犯事件裡碰面的佐竹成為電玩遊戲的隊友。
「CODE-E-L」內鬥期間與毛利、瓜生重逢，幫助毛利派對抗銀田派成員。曾因為與自己遊玩的兩名小女孩其中一人遭製作幼童人偶的雙胞胎殺手殺害，奉桂司的命令討伐加害者同時與伊集院合作制裁加害者。
工藤清志（聲：畑耕平（Youtube連載配音版））
「天羽組」武鬥派成員，前東洋太平洋拳擊手冠軍，特徵是右胸的紋身，面容嚴肅的中年男子。個性沉穩認真且痛恨惡人，重視仁義和俠義精神，被拷問專家伊集院評為是正義感強烈的人，深受天羽組成員和伊集院敬重。擅用匕首和拳擊。主要協助組織培育新進成員，也相當照應基層成員，是指導小林與和中「為他人而戰，除掉無視仁義之人」的信念、讓野田著重培育後輩的關鍵人物。曾經受命保護遭迫害的前組織成員廣島及其戀人的孩子，在量販店偶遇佐竹，對為了保護孩子遭殺手燒傷的佐竹留下深刻印象。曾經接受伊集院的委託協助追蹤制伏制裁目標。後來在「天羽組」與「天王寺組」發生爭鬥期間，為了保護速水與小峠華太，殺死「天王寺組」城戶派的淺倉，在身負重傷的狀態與趕來的城戶交手敗北，以站立的姿態死去，事後城戶為犧牲的工藤獻上敬意，天羽組則為其舉行葬禮。
生前與戀人育有一子亘清，反對亘清加入黑道，但其子反而加入天羽組為組織效命。
和中蒼一郎（聲：畑耕平（Youtube連載配音版））
「天羽組」武鬥派成員，特徵是金髮紅眼，膚色偏白的男子。擅使日本劍術，也會使用暗器和合氣道。劍道名家和中家出身，家人有祖父母和一位雙胞胎弟弟，自年少時期便開始鍛鍊劍術，後投身黑道加入「天羽組」，由於祖母曾言鳳凰象徵的重生與強大意義，在背部紋上鳳凰的紋身。個性冷靜，說話常使用四字詞與成語，準備除掉目標前會唸誦「南無阿彌陀佛」。對待敵人冷酷無情，但在面對兒童時則會顯露溫柔的一面，痛恨利用或傷害兒童的犯罪者。因為精通英語和理解海外地區社會問題，也會前往海外地區執行任務。
曾經為了肅清組織叛徒與同樣鎖定目標著手制裁的伊集院短暫交手，但由於小峠華太及時通報桂司此事，令桂司選擇命令將目標讓渡給伊集院，爾後伊集院執行酷刑制裁時也將處決該目標的最後流程交給和中。
野田一（聲：畑耕平（Youtube連載配音版））
「天羽組」武鬥派成員，特徵是留著金色瀏海的黑色平頭，頸部有縫合傷疤。個性好戰瘋狂，脾氣暴躁，擅長設局和制定作戰策略，擁有辨識旗下成員長才的眼光。擅用武器為冰鑿。對待因為個人過失造成組織損失的成員相當嚴格，但在成員犧牲時仍會主動參與復仇行動，有時候也會顯現關懷組員的一面。父親是喜好女色的黑道人士津田宗太郎，母親則是宗太郎的情婦，自幼與母親相依為命，但在母親發現宗太郎已有家室、宗太郎連同正室和兒子正一郎排斥冷落野田母子後，母親開始酗酒和態度驟變而住進療養院，野田則被正一郎帶領社區孩童們孤立。野田成年後以自身實力成為所屬愚連隊頭領，經由調查獲知正一郎加入宗太郎所屬的津田組，試探對方之餘伺機殺害津田父子（也因為隨手取用冰鑿殺害父親，養成使用冰鑿作為武器的習慣）。隨著愚連隊解散加入「天羽組」。在「天羽組」與「天王寺組」爭鬥落幕後，被天羽桂司指名接替過世的阿久津敏朗成為繼任「天羽組」若頭。
須永陽咲也（聲：畑耕平（Youtube連載配音版））
「天羽組」武鬥派成員，特徵是綠色長髮和尖銳的牙齒。個性瘋狂殘忍，深信占星術，經常用占星運勢作為當天行動的依據，認為「世上所有人都存在著大小不一的黑暗想法」、「生活是一系列不合理的事情」。原本是愚連隊成員，但在組織被工藤擊潰後，經由工藤的帶領加入「天羽組」。主要武器為槍械，但會在近身戰啃咬敵方的頸動脈。在組織裡主要負責拷問敵對目標女性和管理女性星探。經常和其他天羽組成員協助伊集院進行調查、捕捉制裁目標，也會將尋求復仇的犯罪被害者相關人士轉介紹給伊集院。
香月紫苑（聲：末次由布子（Youtube連載配音版））
「天羽組」的成員，特徵是銀髮和紫色雙瞳，膚色白皙的男子。主要負責管理組織轄下的夜總會和孤兒院。因為容貌出眾受女性歡迎，但不喜歡親近女性，不過對於轄下關照的孩童仍會不分性別友善相待。偶然因為夜總會女陪侍們一時興起為他化粧，結果被目擊化妝扮相的野田要求擔綱組織的女裝殺手，此後接受化妝訓練，成為女裝變裝殺手，擅長利用偽裝進行調查、臥底、引誘、暗殺敵人，隨劇情進展也會幫助後進成員協助變裝調查行動，連見多識廣的伊集院也難以判讀出其偽裝。喜愛露營，曾經因為在露營期間認識友好的家庭遭遇異端宗教迫害，以偽裝女殺手的身份協助伊集院除掉犯罪者黨羽和制服制裁目標。
永瀬光一（聲：ベルべる☆（Youtube連載配音版））
「天羽組」武鬥派成員，同時是組長夫妻的義子。個性好戰瘋狂，忠於組長夫妻，慣用武器是可釋放高達攝氏1000度火焰的瓦斯槍。自幼雙親離婚，4歲時母親拋棄他和其他男人離家，被交給兒少設施照顧期間養成四處打架的習慣，14歲被京子帶回「天羽組」撫養，此後視組長夫妻為父母兼恩人。擅長偽裝和突襲戰。經常和其他天羽組成員協助伊集院進行調查、捕捉制裁目標，也會將尋求復仇的犯罪被害者相關人士轉介紹給伊集院。
北岡隆太（聲：ヤシロこーいち（Youtube連載配音版））
「天羽組」的年輕成員，小峠華太的小弟，敬重小峠華太。擅於談判交涉，平常負責為組織收款和協助組織進行交易。在2022年發佈的《天京戰爭》系列第1話影片中，為了和巴西黑手黨進行交易，提出指定地點會面交易的要求，偕同後進成員速水泰輝光顧酒吧慶祝完成交易，但在不知道巴西黑手黨向「京極組」成員久我虎徹與一条康明誆稱受北岡指示、酒吧老闆暗地向「京極組」通報的情況，遭一条康明追殺，最終為掩護速水泰輝逃走，與一条康明交戰敗北，傷重致死，成為引發「京極組」與「天羽組」全面衝突的導火線。
速水泰輝（聲：伊藤タカユキ（Youtube連載配音版））
「天羽組」的後進年輕成員，小峠華太和北岡隆太的小弟。個性天真。孤兒出身，主動向「天羽組」請求加入組織，起先工藤認為速水不適合待在黑社會，要求他返回家人身邊，但在得知速水的身世後，同意他待在組織，負責巡邏、檢視和雜務。在北岡為掩護他逃走而遇害後，返回「天羽組」通報事發經過，促使「天羽組」為對抗「京極組」展開全面行動。隨劇情推進逐漸變得深思熟慮與養成膽識，也時常成為《天羽組的武鬥派 小峠華太》系列的主要敘事者。「天羽組」與「天王寺組」鬥爭期間幫助小林在「天王寺組」本部作戰。
飯豊朔太郎（聲：伊藤タカユキ（Youtube連載配音版））
「天羽組」的後進年輕成員，小峠華太的小弟。個性魯莽，不擅思考戰略。原本是暴走族集團首領，退出集團後加入「天羽組」，初期因為戰鬥經驗不足和欠缺考量，時常陷入危機，但隨劇情發展逐漸養成膽識和判斷力，成為組織重要的戰鬥成員，也時常成為《天羽組的武鬥派 小峠華太》系列的主要敘事者。擅長製作影片和運用暴走族時期的人脈蒐集情報。在《天京戰爭》系列中殺死「京極組」的相良，被野田讚許其成長。「天羽組」與「天王寺組」鬥爭期間因為有感於前輩的犧牲和自身實力不足，將原先的飛機頭髮理成短髮，殺害「天王寺組」重要成員。經過與天王寺組的戰鬥個性變得成熟，開始輔導後進成員。
南雲梗平（聲：伊藤タカユキ（Youtube連載配音版））
「天羽組」武鬥派成員，特徵是銀髮和金色雙眼，深色肌膚。個性機敏，俱備高洞察力且擅於擬定戰略，喜歡親近女性，對於敵人和傷害無辜女性的對象絕不留情。慣用武器是鐮刀，還會運用手邊的道具和週遭環境讓敵方掉入陷阱。故事開始的兩年前被警方逮捕入獄，直至「天羽組」和「京極組」的全面衝突事件落幕始回歸組織。曾經因為經常光顧的美髮院店員遭非正道人士殺害，主動協助伊集院制服制裁目標。後來在「天王寺組」和「天羽組」鬥爭期間重創天王寺組成員室屋柊平，斬去後者雙臂，但是室屋為了尋仇和對抗「天羽組」，在阿久津的葬禮過後現身與之對峙，最終南雲持鐮刀重傷和準備了結室屋之際，室屋用藏匿在身上的炸彈自爆將南雲炸成重傷，南雲死前為自己和「天羽組」成員相識而欣慰，期許小峠華太增強實力。。
宇佐美純平（聲：石井勇揮（Youtube連載配音版））
「天羽組」的後進年輕成員，小峠華太的小弟。個性忠實重視仁義，關鍵時刻會顯現堅定的意志和行動。初登場於《羽王戰爭》系列，被天王組幹部韮澤拷問重傷，趁隙逃出後幫助小峠華太製造機會解決韮澤，隨劇情進展經由小峠華太的要求逐漸成長。在2024年3月9日的視頻中，因為須永的教唆和受邀出席天羽組賞花會的伊集院請求過招，被伊集院利用足部抽走地墊布而失足跌倒制伏。2024年5月6日的視頻中，死於橫濱黑道「神城組」成員長門碧之手。
青山琉己（聲：伊藤タカユキ（Youtube連載配音版））
「天羽組」武鬥派成員，與香月交情甚好，慣用武器是狩獵刀。此前被派往四國地區執行職務，後調回「天羽組」。曾陸續因為肅清不法份子、旗下庇護的女陪侍遭不法人士毀容，幫助伊集院除去犯罪者的餘黨。經常和其他天羽組成員協助伊集院進行調查、捕捉制裁目標，也會將尋求復仇的犯罪被害者相關人士轉介紹給伊集院。
工藤亘清（聲：畑耕平（Youtube連載配音版））
「天羽組」的後進年輕成員，工藤清志與情人所生之子，違反父親生前不得接觸黑道的要求，為了報答「天羽組」的恩情加入組織。因為其容貌和年輕時期的工藤清志相仿，導致「天羽組」成員初見他時甚感驚訝，後來在「天羽組」成員的引導下學習戰鬥技巧。
茂木功志郎（聲：畑耕平（Youtube連載配音版））
小林、速水在大阪臥底調查行動期間偶遇的暴力集團「煮苦粋」成員。為人開朗，關照後輩，雖然戰鬥能力不高，但在關鍵時刻會展現出過人勇氣。初登場於小林、速水在「天羽組」與「天王寺組」鬥爭期間，幫助藉由滲透當地暴力集團進行臥底調查的兩者，後來向小峠華太表明自己毫無反顧想要加入「天羽組」的意願，在「天羽組」與「天王寺組」鬥爭期間協助「天羽組」成員。「天羽組」與「天王寺組」鬥爭落幕後，正式成為「天羽組」新進成員。在2024年3月9日的視頻中，因為須永的教唆和受邀出席天羽組賞花會的伊集院請求過招，被伊集院利用足部抽走地墊布而失足跌倒制伏。
矢部光晴（聲：ヤシロこーいち（Youtube連載配音版））
「天羽組」武鬥派成員，擅用鉈刀和空手道，熱愛日本美食，對帥氣一詞有著獨特的看法。敬重工藤。原先被「天羽組」派遣至南美洲執行任務，但由於從事武器交易拒絕賄絡當地警員而入獄三年，「天羽組」與「天王寺組」鬥爭落幕後，正式歸國支援「天羽組」。曾經在伊集院幫助遭加害者追擊的案件委託者時出面解決加害者黨羽。
宅間俊介（聲：畑耕平（Youtube連載配音版））
「天羽組」與「天王寺組」鬥爭期間初登場，時任小規模組織「篠原組」的年輕組長，與「天羽組」為多年合作至交，人品正直而獲得「天羽組」信賴。由於政府反暴力法導致組織營運困難被解散，一度回歸普通人身份，但在聽聞時任「天羽組」若頭阿久津敏朗遇害後，轉而再度投入黑社會襄助「天羽組」。「天羽組」與「天王寺組」鬥爭落幕後，被野田邀請成為「天羽組」成員，負責特殊事務處裡。
水野陽太（聲：ヤシロこーいち（Youtube連載配音版））
「天羽組」的後進年輕成員，和茂木同為「天羽組」與「天王寺組」鬥爭落幕後，加入「天羽組」，個性帶有隱性受虐癖。曾經和速水搭擋以女裝調查引誘專門針對女學生性騷擾盜錄影片，結果因為被非禮時的異常反應被小峠華太教訓。
慶永龍生（聲：ヤシロこーいち（Youtube連載配音版））
「天羽組」的後進成員。原本是橫行當地擾亂治安的暴走族「羅曇」領導者，認為一個人的價值取決於戰鬥的力量，討厭傷害兒童的對象。曾經是宇佐美純平憧憬的對象，取替前任領導者帶領「羅曇」，被宇佐美與速水聯合設計陷阱制服、遭小林肅清團體後，被判罰在天羽組事務所掃地清潔改過自新。經過小林安排的試驗除去當地的外來魚種，與天羽桂司等人聚餐期間救了被暴徒襲擊的家庭，獲得認可成為見習成員。

### 《京極組的武鬥派 久我虎徹》系列

#### 「京極組」良知派
以時任若頭五十嵐幸光為首的勢力，平常除了應對其他黑道、負責管轄地盤秩序以外，同時會受理一般民眾的求助，與「河內組」（後更名為「獅子王組」）穩健派為盟友關係。經常將尋求復仇的犯罪被害者相關人士轉介紹給伊集院，也會接受伊集院的請求，協助捕捉被委託人指名制裁的犯罪者。天羽組與京極組的長期衝突事件落幕後，五十嵐幸光成為繼任組長，成為組織裡的主要勢力。
久我虎徹（聲：伊藤タカユキ（Youtube連載配音版））
Youtube連載動畫頻道為《京極組的武鬥派 久我虎徹》系列男主角，特徵是橘色長髮和藍色雙眼。忠於組織且重視義理，擅使刀械和槍枝，還會主動幫助陷入困難的一般人。單親家庭出身，生父不明，8歲時母親跟著其他男人離家，被祖父母拋棄後交由兒少設施照顧，學生時代開始和其他少年打架，20歲那年被五十嵐幸光招攬加入關東地區的黑道組織「京極組」，此後開始著手改革和除去敗壞組織的人士。與紅林二郎是高中時期經常打架的對手。
追殺脫離組織的前成員兼愉快犯蝦川期間，因為偶然救了誤飲被蝦川投毒的咖啡的佐竹而首度有交集。在伊集院和流川追捕制裁目標期間，首度和伊集院對峙並體認自身的不足，再遇伊集院時要求過招但敗給對方，此後經常和組織成員協助伊集院進行調查、捕捉制裁目標，也會將尋求復仇的犯罪被害者相關人士轉介紹給伊集院。
五十嵐幸光（聲：ヤシロこーいち（Youtube連載配音版））
以關東地區黑焉街為主要活動據點的黑道組織「京極組」時任若頭，留著挾帶幾縷金髮的黑色短髮，經常配戴墨鏡的中年男子。組織的良知派代表，善待組織成員和前來求助的一般人，但對於損害組織名譽和犯下重大罪行的對象則會嚴加辦理，深受組織成員們的敬重，同時是邀請久我虎徹加入「京極組」的關鍵人物。已婚人士。天羽組與京極組的長期衝突事件落幕後，親自前往天羽組總部，向天羽組組長天羽桂司和談，斬斷自己的雙手小指和支付3億日圓謝罪，接替過世的日下成為第六代京極組組長，著手進行組織改革，向組織宣佈討伐黑社會組織「羅威刃」。與「河內組」（後更名「獅子王組」）的眉濟俊之關係良好，後成立同盟。
五十嵐梢（聲：末次由布子（Youtube配音版））
五十嵐幸光的妻子，被「京極組」成員稱做「大姐」。外表年齡約30歲左右的美人，個性溫和友善且待人真誠，與五十嵐感情良好，相當關切組織成員，關鍵時會顯現冷靜堅毅的精神。初登場於「京極組」的溫泉旅行。在「京極組」與「戒炎」鬥爭期間被「戒炎」領導者我妻京也鎖定為目標，獲得久我虎撤與海瀨將悟解危。
大園銀次（聲：ヤシロこーいち（Youtube連載配音版））
「京極組」時任資深幹部，與五十嵐幸光交情深厚，相當重視和熱愛組織，負責教育成員，與五十嵐幸光同樣不寬恕有損組織的對象，深受組織成員們的敬重。五十嵐幸光升格為繼任「京極組」組長後，獲得提拔成為繼任若頭。最終在「京極組」與「戒炎」的鬥爭期間，死於「戒炎」人員的手上，臨終前對包含五十嵐幸光在內的人員成長感到欣慰。
一条康明（聲：ヤシロこーいち（Youtube連載配音版））
「京極組」武鬥派兼良知派成員，特徵是金色短髮。個性沉著冷靜，深受組織信賴，是久我虎撤剛進入「京極組」時指導他的前輩。擅用槍械和刀。習慣在除掉指定目標前吟詠自創的短詩詞。接受「京極組」時任組長日下的命令，殺害「天羽組」的北岡，成為「京極組」與「天羽組」全面衝突的開端。少年時期曾經接受少年棒球隊的訓練，為此在獲知教導棒球的教練夫婦被惡棍殺害而遺留獨生子大夢時，主動協助伊集院捉拿制裁對象，與大夢成為至交。
國生英明（聲：ヤシロこーいち（Youtube連載配音版））
「京極組」武鬥派兼良知派幹部，個性穩重且重視人情，深受包含久我虎徹在內的成員們尊敬。慣用武器是砍刀。日下在「天羽組」與「京極組」發生全面衝突期間遇害後，國生遭遇「天羽組」的野田，與之交手敗北，被野田告知日下的真面目和建議調查他的遺產。在《京羅戰爭》系列中被「羅威刃」幹部秋元殺害。
犬飼鷹四郎（聲：ヤシロこーいち（Youtube連載配音版））
「京極組」武鬥派成員，特徵是綁成馬尾辮的深藍色中長髮，深褐色肌膚的男子。個性好戰但思路不甚精明，慣用武器為雙手鎚。原本是地痞集團成員鄉田義信的護衛，後來與前來肅清鄉田的久我虎徹交手，賞識後者決定放行，被久我虎徹邀請加入「京極組」，成為良知派成員。擁有大型客車駕駛執照。「京極組」與「戒炎」鬥爭期間與「戒炎」領導者我妻京也交手重傷，失去左手食指，戰後開始配戴義指。
野島翔（聲：伊藤タカユキ（Youtube連載配音版））
「京極組」武鬥派的年輕成員，久我虎徹的小弟，特徵是金色的削邊短髮。個性衝動，秉持俠義精神，尊敬久我虎徹。擅用武器為雙手斧，主要協助戰鬥、處理遺體、拷問。在《京羅戰爭》系列與「羅威刃」幹部東雲的戰鬥中失去左小腿以下的足部，改安裝義足代步。「京極組」與「戒炎」鬥爭期間因為海瀨的死亡遭受打擊，變得瘋狂好戰，被久我虎徹出面制裁和阻止其衝動，最終在2023年12月25日發布視頻中在天橋遭遇和犬飼交手過的我妻京也，與之對戰不敵重傷死亡，臨終前回憶起包含久我虎徹的相處點滴、海瀨與浪岡的死亡而懊悔感傷。事後我妻京也對其擁有的人際羈絆表達羨慕之意。
鷹橋修也（聲：遠山春（Youtube連載配音版））
「京極組」的年輕成員，久我虎徹學生時期的後輩。個性開朗認真，尊敬久我虎徹，戰鬥時則會變得凶狠。在久我虎徹為「京極組」招募新人時自願加入組織，亦有參與「京極組」和「天羽組」的衝突鬥爭事件。後來在《京羅戰爭》系列中協助組織調查「羅威刃」的情報，被「羅威刃」領導者城崎賢志重創成傷，因為拒絕透露五十嵐的住址，趁機拍下城崎的照片，試圖向久我虎徹透過電話通報時遭城崎殺害，棄屍後巷中，也讓久我虎徹決定除掉城崎替鷹橋報仇。
六車謙信（聲：ヤシロこーいち（Youtube連載配音版））
「京極組」武鬥派兼良知派成員，特徵是深藍色短髮，面有傷疤的壯年男子，背部刺著大面積的阿修羅紋身。個性安靜，重視人情和正義，有位分居中的妻子平田美智子。慣用武器是兩把日本刀，擅使雙刀流劍術。視「天羽組」的和中為主要對手。曾經親自委託伊集院傳授武術。「京極組」與「戒炎」鬥爭期間殺死「戒炎」幹部麻生成凪。「京極組」和「戒炎」鬥爭正式落幕後，成為「京極組」繼任若頭。
海瀨將悟（聲：ヤシロこーいち（Youtube連載配音版））
「京極組」武鬥派成員，個性好戰，慣用武器是金碎棒。故事前期是組織裡的反派成員，聽從日下指令與醫院醫生勾結，誘使病患進行不必要的手術和敲詐威脅，但隨著陸續和紅林二郎與久我虎徹接觸，開始改變行事作風，轉而成為良知派的成員。後來在「京極組」與「戒炎」鬥爭期間，為了與久我虎撤保護五十嵐梢免於遭「戒炎」的我妻京也與麻生之手，選擇讓久我虎撤帶著五十嵐梢逃走，自己則在留下斷後、與我妻京也展開對決後重傷敗北，憶及與「京極組」相處的時光便因為傷重死去，事後我妻京也為其獻上敬意。
近藤新平太（聲：ヤシロこーいち（Youtube連載配音版））
「京極組」武鬥派兼良知派成員。特徵是綠黃雙色的平頭，身材魁梧的壯漢。為人正派，說畫經常夾雜英語，進入戰鬥模式時會變得瘋狂，擅長徒手搏鬥，主要負責制裁和處決違反團體規則的成員。因為過去有飼養毒蛇的經歷，對神經毒和出血毒具備抗性。在2024年6月7日發佈的視頻中與曾經施救過的女子結婚，邀請京極組成員出席婚宴。
西園寺健吾（聲：ヤシロこーいち（Youtube連載配音版））
「京極組」武鬥派兼良知派成員。個性正直，對背叛組織和傷害一般人的對象絕不留情，疼愛獨生女由美子。過去曾經是摔跤手，被所屬道場解雇後經由前任「京極組」組長帶領，加入「京極組」。因為由美子遭先前和西園寺發生衝突的前組織成員春日性侵重傷住進精神病院，偕同久我虎徹和犬飼除去春日為女兒復仇，亦有參與「京極組」和「天羽組」的衝突鬥爭事件。後來在《京羅戰爭》系列中被「羅威刃」組織幹部設樂殺害，臨死前委託久我虎徹將自己的歉意傳達給由美子。
相良颯誠（聲：ヤシロこーいち（Youtube連載配音版））
「京極組」武鬥派成員。脾氣暴躁且個性殘忍，會刻意在戰鬥中折磨對手。慣用武器是短棍。前期為「京極組」內部的反派成員，和久我虎徹水火不容，但在久我虎徹著手改革組織後，欽佩於後者的決心，轉而成為良知派的成員。在《天京戰爭》系列中殺害「天羽組」成員冨樫，與「天羽組」成員飯豊對決中遭對方持刀重傷，死前肯定飯豊的覺悟和冨樫的實力，請求「天羽組」放過鷹橋。
高砂明夫（聲：ヤシロこーいち（Youtube連載配音版））
「京極組」良知派成員，特徵是深紅色的長髮，經常作女裝打扮的LGBT男子。個性溫和平靜且富人情味，照顧後輩，生氣時會散發令他人不寒而慄的氣息。擅用破壞人體的戰鬥技巧，慣用武器是手槍和刻印蝴蝶花紋的短刀，也會使用化妝技巧幫助組織成員進行偽裝。過去因為看不慣時任組長日下捨棄年輕人的作法，向後者理論被調往偏僻漁村，在日下過世後回歸組織總部。
守若冬史郎（聲：畑耕平（Youtube連載配音版））
「京極組」武鬥派成員。擅用螳螂拳、發勁和生魚片刀作戰。經常面帶微笑，但缺乏情感認知且行事瘋狂，對待敵人和危害一般人的對象冷血無情，即便是平常開玩笑也會無視當事者的反應，做出讓當事者受傷的危險舉動，被久我虎徹評為「瘋狂無底線的人物」。是瓜生等人在「CODE-E-L」的同僚。單親家庭出身，童年過著被父親守若克也毆打的生活而變成失去正常感情的個性，某日父親為籌措家庭伙食費潛入公司行竊，與發現此事的老闆發生肢體衝突而誤殺對方，遭老闆的妻子檢舉入獄，守若則被包含收容他的叔母在內的大眾排斥孤立，由暗殺組織「CODE-E-L」幹部袴田秀郎從叔母手裡買下他，將其培育成「CODE-E-L」的殺手和導正他的作為，習得螳螂拳，但由於守若多度釀成麻煩事件而被「CODE-E-L」除名，過著打工與街友在河畔露宿的生活。直至某日守若殺了為害街友的不法份子，被目擊經過的五十嵐幸光資助照應，經由後者協助尋得父親的下落，與父親會面揍了對方並道別後殺了在壽司店準備對五十嵐幸光不利的人士，為了報答五十嵐幸光加入「京極組」。
曾經遭孤立無所依靠的經驗，令其養成經常在公園地區休息的習慣，伊集院則對其瘋狂的本質有所警戒。將五十嵐幸光視為恩人，雖然經常作弄後輩佐古，其實很重視他，在佐古與敵人受傷或被他人指稱沒有情感時會顯露憤怒的一面。酒量差，醉酒時的行為與態度會變得積極。和「河內組」（後更名「獅子王組」）的井上月麥關係良好。在公園期間偶然認識了喪父後與母親相依為命的少女浦部萬里華，由於企業家之子司馬康二與不法團體襲擊包含萬里華在內的生活保護輔助者、殺害萬里華的母親並強暴傷害萬里華，在連絡佐古調查加害者情報之餘與伊集院合作拷問制裁司馬康二，並向康復的萬里華許諾會終身照顧她。
仙石薰（聲：猫絵十兵衛（Youtube連載配音版））
「京極組」武鬥派成員，特徵是銀色短髮和左肩頸處的大片傷疤，容貌俊美的男子。個性略顯自戀，口癖是「美感（センス）」，有著敏銳的觀察力和品味，熱愛著組織，但在憤怒時會做出諸如命令佐古當他的煙灰缸、斬斷敵方的舌頭等殘酷行動。慣用武器是指虎刀。和高砂同為被日下調往偏僻地區的成員，在日下過世後回歸組織本部。
二階堂將平（聲：ヤシロこーいち（Youtube連載配音版））
「京極組」武鬥派成員，使用武器為臂刀，敬仰國生英明。初登場時屬於激進派且鎖定精神不安定的女性進行壓榨，但經過與紅林二郎的交手、國生英明的指導，態度與行事風格逐漸趨向正派，擔任成為繼任組長的五十嵐幸光的護衛。「京極組」與「戒炎」鬥爭期間身受重傷而長期住院。
佐古大和（聲：ヤシロこーいち（Youtube連載配音版））
「京極組」的後進良知派年輕成員，被守若暱稱為「傳說中的男人佐古」。平常個性輕浮，經常被久我虎徹吐槽言行失當，實則重視組織裡的前輩們，對待一般人和組織旗下庇護的業者相當親切友善。雖然戰鬥實力不及其他資深成員，但隨劇情進展在面對強敵時仍會勇於迎戰，同時對總是向他惡作劇的守若保持著既害怕困擾又尊敬的態度，還會協助輔導和指正新進成員的態度與行為。在動畫特輯系列顯示對香鈴有好感。「京極組」與「戒炎」鬥爭期間，因為肅清背叛「京極組」投靠「戒炎」的成員，被仙石薰讚譽成長，向守若出策前往投靠「戒炎」的組織臥底調查。時常成為《京極組的武鬥派 久我虎徹》系列的主要敘事者。
浪岡常吉（聲：猫絵十兵衛（Youtube連載配音版））
「京極組」的後進良知派年輕成員。個性理性謹慎，雖不擅戰鬥但精通情報整理。在《京羅戰爭》系列協助組織分析「羅威刃」相關成員動態情報，但在試圖追蹤地痞集團成員時被發現重傷，及時被六車所救。後來在「京極組」與「戒炎」的鬥爭期間被「戒炎」殺害。
路克·黑羽根（聲：ヤシロこーいち（Youtube連載配音版））
原「京極組」武鬥派成員，特徵是白色長髮，面容英俊的男子，習慣配戴面具和鐵爪作戰。平常言談舉止客氣有禮，略顯自戀，但在配戴面具作戰時則會變得瘋狂，說話常夾雜英語。在無良遊戲廳被當時在店裡打工的紅林二郎揭穿欺詐行為和擊敗，被逐出「京極組」，此後透過自身努力維護黑焉街的秩序贖罪，渴望回歸組織。後來伊集院在捕捉制裁對象時，要求路克協助制服殺人犯，「羅威刃」討伐戰落幕後，正式回歸「京極組」和效忠組織良知派。「京極組」沖繩旅遊期間和佐古擔任負責旅遊安排的總幹事。
花澤伊織（聲：遠山春（Youtube連載配音版））
「京極組」的後進良知派年輕成員。原企業少東，母親拋棄家庭離家出走，父親與五十嵐有交情，因為父親的事業失敗，父親委託五十嵐關照而加入「京極組」。前期個性膽小且因為自幼受保護導致思維天真，一度因為輕浮的態度讓京極組成員有意將其送往寺廟出家，但被寺廟拒絕收留，但隨劇情進展個性逐漸變得積極，有著絕不原諒暴力團體惡劣行為的正義感。在「京極組」與「戒炎」鬥爭期間參加了誘導敵方高層的計劃，獲得久我虎徹認可其成長。
宮戶龍樹
「京極組」的後進良知派年輕成員。原本是與「戒炎」合作的法外組織成員，在「京極組」與「戒炎」鬥爭期間看清我妻京也的為人選擇背叛，救了被我妻京也重傷的佐古為其處理傷勢，目擊守若和我妻京也的對決，趁隙殺了我妻京也的護衛。在「京極組」與「戒炎」鬥爭落幕後加入「京極組」。
赤坂祥太郎
「京極組」的後進良知派年輕成員。為人討厭拐彎抹角。在「京極組」與「戒炎」鬥爭期間因為被同夥誤認牽涉毒品買賣遭毆打，獲得近藤解危。「京極組」與「戒炎」鬥爭落幕後加入「京極組」。
新城杏太郎（聲：西村隆主（Youtube連載配音版））
「京極組」武鬥派成員，個性好戰瘋狂，嗜吃甜食，痛恨毒品販賣者，擅用武器是電鋸。與五十嵐幸光是舊識。雖然個性瘋狂，但若是戰鬥期間身邊有無關者，則會盡量避免讓無關者目擊戰鬥場面。
綾小路乃武
時任「羅威刃」幹部設樂紀明部屬，擅使刀。原本隸屬設樂的暴力集團「比遊怒羅」第二代首領。在「羅威刃」解散後復興「比遊怒羅」轉型為當地獨立自衛團隊，結識紅林二郎和「愛天雄」。「戒炎」瓦解後，加入「京極組」。

#### 「京極組」激進派
以時任組長日下孝次郎為首的勢力，派系成員以違背法紀者占多數，日下孝次郎在「京極組」與「天羽組」的全面衝突事件裡遇害後，該派系從此消失。
日下孝次郎（聲：ヤシロこーいち（Youtube連載配音版））
時任「京極組」第五代組長兼組織反派代表，個性自私冷血且貪婪。過去曾經秉持俠義精神，但隨著反組織暴力法發佈陷入經濟困境，造成個性和價值觀變得扭曲。在2022年連載的《天京戰爭》系列影片裡，因為接獲受「天羽組」成員北岡指示的黑手黨在所屬領地活動的消息（其實是該黑手黨誆稱北岡為指使者），指定一条除去北岡，引發「京極組」與「天羽組」的全面衝突。後來在不知情的狀態被「天羽組」成員小林跟蹤監視長達一個月，面對小林時企圖藉由交出一条的性命以求全身而退，被小林持短刀殺死。
日下晋平
日下孝次郎之子，仰仗父親的權威在外作惡，被久我虎徹視為為害組織的人物。後來遭遇遭「河內組」成員龍本被其重傷，加上久我虎徹的默許與拋棄，被龍本滅口。

#### 其他角色
風谷（聲：伊藤タカユキ（Youtube連載配音版））
黑社會活躍的情報販子，和伍代同樣喜歡抽煙。經常接受久我虎徹和犯罪被害者相關人物的委託進行調查，也會將尋求復仇的犯罪被害者相關人士轉介紹給伊集院。

### 《原殺手的蜜瓜包店主 瓜生龍臣》系列

#### 「CODE–EL」毛利派和相關者
以時任「CODE–EL」幹部毛利為首的派系，在「CODE–EL」內鬥落幕後以食品公司「株式會社Mo-ri-（株式會社モーリー）」名義活動，承接暗殺非正道人士的委託。隨劇情推進時爾和其他勢力合作，也會將犯罪被害者相關親友介紹給伊集院、協助伊集院調查案件和捕捉制裁對象。
瓜生龍臣（聲：ベルベる☆（Youtube連載配音版））
Youtube連載動畫頻道為《原殺手的蜜瓜包店主 瓜生龍臣》系列男主角，特徵是綠髮金眼和右眼處的傷疤，在貴凜町經營蜜瓜包行動餐車的業者，在地下社會的稱號為「死龍」。對待社區居民、常客、一般人相當友善，但面對危害社區和常客安危的不良人士則判若兩人。孤兒出身，擔任殺手的父親早逝，被母親拋棄獲得地下暗殺組織「CODE–EL」時任幹部毛利收留培育成殺手，視培育他的毛利為恩人，經常和小林打架，但由於長期執行殺人任務產生味覺障礙，直至某日嘗過經營麵包餐車的女業者給予的蜜瓜包，恢復味覺之餘決定金盆洗手，跟著女業者學習製作麵包，接替退休的女業者成為繼任餐車主人。過去因為執行暗殺任務而和伊集院短暫交手。雖然已脫離組織，仍維持著擔任殺手時期的身手，擁有能夠嗅到當事者即將死亡或犯罪者準備殺人的氣味的特殊能力。隨劇情發展陸續和香鈴認識紅林二郎、佐竹博文等人，偶爾也會提供伊集院必要的情報，亦經常需要面對「CODE–EL」的威脅和向他提出挑戰的人士。和殺手家族出身的三門一郎太相熟。
原無意牽涉「CODE–EL」內鬥，但被傑克與巴斯告知毛利遭銀田等人戕害的訊息，為了復仇陸續和毛利派成員會合，保護被救回一命的毛利兼聯手對抗銀田派。「CODE–EL」內鬥落幕後，連同香鈴加入毛利經營的食品公司「株式會社Mo-ri-（株式會社モーリー）」旗下，繼續經營蜜瓜包行動餐車和接受暗殺非正道人士的委託。曾為了肅清為害當地的邪教團體與「戒炎」領導者我妻京也短暫合作。在毛利派捲入與殺手組織「エルペタス」的鬥爭期間，以敵方組織和導致三門家離散的秋月家合作為由，與三門一郎太比較腕力使計獲勝兼請求合作，隨著毛利派與「エルペタス」休戰聯合對抗御前，親訪伊集院洽談合盟迎戰御前。
在《拷問專家伊集院茂夫》系列2024年3月1日發佈的視頻中，因為香鈴的介紹，邀請該集因為身障從業烘焙工廠遭不法人士縱火屠殺而委託伊集院制裁犯人的倖存身障當事者隅田祐樹合作，開始在餐車裡販售隅田祐樹的烘焙餅乾，伊集院也作為顧客光顧瓜生和香鈴的餐車。後續獲悉鈴宮冴美加入「羅威刃」對其抱持戒備心態。2024年12月20日發佈視頻的聖誕節事件中顯示與香鈴開始有情愫。
香鈴（聲：猫島さゆり（Youtube連載配音版））
Youtube連載動畫頻道為《原殺手的蜜瓜包店主 瓜生龍臣》系列女主角，特徵是褐色長髮和紫色雙眼，外型姣好的女性。擅長潛入、蒐集情報、電腦技術、拷問偵訊、美人計、近身格鬥，慣用武器是暗器和水晶製成的飛刀。原本是有錢人家的孩子，6歲時因為家人遇害被毛利收容加入「CODE–EL」，隸屬「CODE–EL」諜報部門，和瓜生是「CODE–EL」幹部毛利培育的殺手之一，試圖追殺離開組織的瓜生未果，被制服後品嚐瓜生製做的蜜瓜包，以此機緣脫離組織，成為瓜生的營業助手，顯現富有人情味和痛恨惡徒的性格。因為外型和親切關心附近居民及常客的態度，讓餐車的生意變得更好，還經常協助瓜生制裁危害社區安危的人士，但也和瓜生面臨前組織人員的追殺。與伍代千隼是熟識，會將某些需要調查案件或尋求復仇的犯罪被害者相關人士，分別轉介紹給伍代與伊集院。「CODE–EL」內鬥期間一度被鶴城綁架，被瓜生救回和「CODE–EL」內鬥落幕後，連同瓜生加入毛利經營的食品公司「株式會社Mo-ri-（株式會社モーリー）」旗下，繼續經營蜜瓜包行動餐車和接受暗殺非正道人士的委託。
前期稱呼瓜生「死龍」，隨劇情進展直呼其名「龍臣」，對Sayuri親暱瓜生的態度抱有戒心。在《拷問專家伊集院茂夫》系列2024年3月1日發佈的視頻中，光顧該集身障當事者隅田祐樹的餅乾攤位而認識對方，在隅田祐樹為了任職的身障從業烘焙工廠遭不法人士縱火屠殺而委託伊集院制裁犯人後，將隅田祐樹介紹給瓜生，促成瓜生邀請隅田祐樹合作，開始在蜜瓜包餐車擺售隅田祐樹的烘焙餅乾。《拷問專家伊集院茂夫》系列2024年3月20日視頻裡，因為伊集院深入調查犯罪團體在演唱會無差別攻擊女性事件，主動請纓協助伊集院制裁犯罪者團體。2024年12月20日發佈視頻的聖誕節事件中顯示與瓜生互有情愫。
巴斯（聲：伊藤タカユキ（Youtube連載配音版））
「CODE–EL」幹部毛利培育的殺手兼瓜生的同期。特徵是藍色短髮和金色雙眼，個性冷靜沉著，擅使日本刀的男性刺客，被譽為「CODE–EL」的首席劍豪。故事前期自我意識強烈，追求實力和地位，視瓜生為競爭目標，與之交手後再度光顧瓜生、香鈴經營的餐車，偕同傑克警告兩者有關「CODE–EL」內部發生變革的事件，為了替毛利復仇正式和瓜生、香鈴結盟合作，隨劇情發展顯現富原則性一面，在紅林解救被鵺追擊的仁美的事件中，向紅林透露「CODE–EL」內部鬥爭的情報。「CODE–EL」內鬥期間連同毛利將銀田逼至跳樓自盡，於「CODE–EL」內鬥落幕後，加入毛利經營的食品公司「株式會社Mo-ri-（株式會社モーリー）」旗下，與鵺共同經營冰店與烤番薯攤位，負責製作販售刨冰兼接受暗殺非正道人士的委託。毛利派與「エルペタス」交戰期間意外在攤位認識鈴蘭，和慎吾過招，在毛利派與「エルペタス」聯合後與慎吾交流劍術。
傑克（聲：ヤシロこーいち（Youtube連載配音版））
「CODE–EL」幹部毛利培育的殺手兼瓜生的同期。特徵是淺金短髮和藍色雙眼，深褐色肌膚的男子。平常言談舉止看似隨和，戰鬥時會顯露瘋狂殘酷的一面，但也有因為大意疏忽而露出破綻的時候。擅用隨身的暗器和其他道具進行攻擊、設置陷阱等手段。奉毛利的命令，負責保護其獨生女仁美，與瓜生交手後帶著仁美光顧瓜生、香鈴經營的餐車，偕同巴斯說明組織內部因為銀田榮光掌握主權、殺害包含毛利在內的相關人士的真相，正式和瓜生、香鈴結盟合作。後來在毛利派對抗銀田派的期間，為了爭取時間讓瓜生等人逃走，獨自與追殺一行人的鶴城展開對決，最終被鶴城砍成重傷與失去左眼，失血過多致死。
金鳳智（聲：ヤシロこーいち（Youtube連載配音版））
「CODE–EL」幹部毛利培育的殺手兼瓜生的同期，特徵是金色長髮，擅用關節技。看似狂氣，但在過去受訓時期曾經被小林幸真戲弄，迄今對他感到害怕。原本奉組織命令追殺瓜生，被瓜生擊敗後光顧其店面，由於毛利被銀田陷害，轉而和瓜生、香鈴結盟合作。「CODE–EL」內鬥落幕後，加入毛利經營的食品公司「株式會社Mo-ri-（株式會社モーリー）」旗下，經營石鹼清潔用品店鋪兼接受暗殺非正道人士的委託。曾經因為熟客被法外人士殺害、承接毛利的指示準備除掉制裁對象，與接受該名熟客委託的伊集院過招，決定將目標讓渡伊集院制裁。毛利派與敵對殺手組織「エルペタス」對抗期間，偶然被熟客邀請參加和敵對組織合作的議員秋月義一的演說會，趁機潛入會場將義一連同兩名護衛以關節技折斷頸骨殺死，隨著毛利派與「エルペタス」聯合趁機拍下對方下跪致歉的照片。
蘆澤恒彦（聲：ヤシロこーいち（Youtube連載配音版））
「CODE–EL」幹部毛利培育的殺手兼瓜生的同期，特徵是金色短髮與臉頰的傷疤，擅用強酸。原本奉組織命令追殺瓜生，被瓜生擊敗後光顧其店面，後由於毛利被銀田陷害，自己也被組織追殺，轉而向瓜生、香鈴求助，最終為了保護香鈴與銀田派的「Pink」交戰敗北，斷氣前啟動身上的強酸腐蝕自己的身體，灼傷「Pink」的右臂。
毛利仁美（もうり ひとみ）
「CODE–EL」幹部毛利的獨生女，個性天真。因為毛利為確保女兒不受組織內部鬥爭波及，遂將她託付給傑克保護，經由傑克引薦認識瓜生、香鈴、巴斯。在逃避「CODE–EL」銀田派追殺的過程中，向偶遇的紅林求助，促使巴斯向紅林說明「CODE–EL」內部鬥爭的原委。「CODE–EL」內鬥落幕後，跟著毛利生活。
毛利公平（聲：ヤシロこーいち（Youtube連載配音版））
「CODE–EL」時任幹部，是親手培育瓜生、香鈴、巴斯、傑克、蘆澤、金鳳、小林、Pink等人、被瓜生等人視為恩人的關鍵角色，主張旗下殺手可選擇執行目標、但不可為害善人，對於曾經培育但脫離旗下的小林、守若尊重其發展意願。擅長利用環境戰術，持械和徒手格鬥也有一定水準。為確保女兒仁美不被組織鬥爭波及，將仁美託付給傑克帶離組織，被銀田及後者部屬視為眼中釘殺害，但及時被組織幹部東山委託醫生治療與藏匿行蹤而保住性命，協助瓜生等人對抗銀田派，請求小林協助作戰。
「CODE–EL」內鬥落幕後，開設個人公司「株式會社Mo-ri-（株式會社モーリー）」，負責總公司營運兼承接暗殺非正道人士的委託，指派瓜生等人執行任務。
東山
「CODE–EL」幹部，原奉銀田的命令處置毛利的遺體，但因為看不慣銀田的本性與察覺毛利尚存活，暗地委託醫生治療和安置毛利，幫助瓜生為首的毛利派成員對抗銀田派。原推薦瓜生與同樣站在反銀田立場的北村會談，但由於北村被滅口未能如願。
小森健二（聲：大河望（Youtube連載配音版））
「CODE–EL」的後進成員，瓜生等人暱稱他「コモケン」。雖然戰鬥能力不強，但在組織裡擁有頂級的情報能力，因為討厭銀田，故效力於毛利派。被東山推薦給瓜生，藉此掌握銀田派的相關資訊。「CODE–EL」瓦解後，加入毛利經營的食品公司「株式會社Mo-ri-（株式會社モーリー）」旗下，接受毛利指示暗殺非正道人士。
鵺 智也（聲：西村隆主（Youtube連載配音版））
「CODE–EL」殺手，左眼下方有傷疤的紫髮男子。登場初期忠於銀田派，前期習慣用猿猴面具遮掩自己的臉孔，後來改用素顏示人，情感隨劇情進展逐漸豐富化。忍者兼暗殺世家「鵺一族」宗家出身，家族世代服侍銀田的家族，兄長俊也是「鵺一族」宗家現任當家，跟隨銀田榮角的期間見識後者從堅持正義理念變成不擇手段，開始對自己的使命產生質疑。慣用武器是奇形小刀，精於忍術、暗殺、暗器、近身搏鬥，製作火藥，被紅林視為難纏的敵手。
「CODE–EL」內鬥期間奉銀田的命令追擊仁美，陸續與瓜生、巴斯、紅林交手，在追擊毛利的時候被瓜生用激將法現出破綻而敗北，道出自己厭倦奉命殘害無辜的心聲，獲得毛利接納，轉而離開銀田支持毛利派，與兄長交手，獲得後者理解。「CODE–EL」內鬥落幕後，將銀田的遺體加以安葬，加入毛利經營的食品公司「株式會社Mo-ri-（株式會社モーリー）」旗下，與巴斯共同經營冰店和烤番薯攤位，負責販售烤番薯兼接受暗殺非正道人士的委託。曾因為觀照自己的寺廟住持的家人遇害，與伊集院合作擒拿加害者。後來和成為新人教師的紅林重逢冰釋前嫌，指導紅林作戰技巧。
原本「鵺一族」主張無罪之人也不放過的方針，但在曾任家主的祖父過世後，作為前任家主的父親勘吉著手改革族人作風。
Sayuri（聲：mayo（Youtube連載配音版））
留著淺紫色短髮的年輕女性，為人淡定，厭惡心術不正者，對瓜生有好感，同時對香鈴抱持競爭意識。精通潛入調查和部份中國拳法（能使用發勁），擅用武器為鋼鐵拐棍。「CODE–EL」瓦解後加入毛利經營的食品公司「株式會社Mo-ri-（株式會社モーリー）」旗下，在巴斯與鵺的烤番薯與刨冰店面擔任店員，也會接受毛利指示暗殺非正道人士。曾經被瓜生取用其照片，設計讓不敵女色的三門一郎太輸掉腕力比賽。《拷問專家伊集院茂夫》系列2024年3月20日視頻裡，因為伊集院深入調查犯罪團體在演唱會無差別攻擊女性事件，偕同香鈴主動請纓協助伊集院制裁犯罪者團體。
町田寅泰（まちだ ともやす，聲：伊藤タカユキ（Youtube連載配音版））
「CODE–EL」殺手，有著「追蹤者」別號的男子，個性彬彬有禮且忠誠重視義理，精通槍械、刀器、近身搏鬥，擁有在「CODE–EL」排行首位、能夠徒手破壞人體的過人握腕力。過去曾經聽命銀田，但由於察覺銀田的指揮方針對旗下殺手造成精神負面影響，意識危機轉而投誠毛利派，在「CODE–EL」內戰期間幫助毛利派成員。「CODE–EL」瓦解後加入毛利經營的食品公司「株式會社Mo-ri-（株式會社モーリー）」旗下，擔任金鳳的石鹼清潔用品店成員，協助金鳳和客戶溝通、輔佐營業事宜。
鶴城史之舞（聲：小柴大始（Youtube連載配音版））
「CODE–EL」的頭牌殺手，初期個性冷酷淡漠，效命於銀田。本身是「CODE–EL」採用體外人工受精培育的孩子，自幼受組織培訓訓練暗殺技巧，14歲時師從與毛利相同理念的袴田秀郎學習刀術，也能使用暗器和中國拳法的發勁。原本憧憬瓜生，但在獲知瓜生脫離組織後，體認自己與瓜生的價值觀分歧，因為認同銀田的理念，殺死試圖阻止他的袴田。瓜生、巴斯、毛利闖入「CODE–EL」總部營救香鈴的事件裡，與瓜生激戰後敗北，請求瓜生了結自己但被後者無視，將囚禁香鈴的房間鑰匙交給瓜生。
「CODE–EL」內鬥落幕後，親自光顧瓜生的蜜瓜包營業餐車，自願接下巴斯的拳擊和向瓜生致意，獨立開設飯糰專賣店和毛利派和平共處，為人處事態度也變得更加溫和。曾經因為光顧飯糰店的熟客被不法人士殺害，協助伊集院殲滅制裁目標的所屬團體。由於獲知前「CODE-E-L」成員艾吉（エイジ）冒用自己的身份受聘殺害鷲尾孝徳的兒子孝宏，理解鷲尾找上自己的原由協助對方成功討伐艾吉復仇，為自己未能及時拯救傷重死亡的鷲尾自責同時決意增強實力，繪製鷲尾父子的親子圖偕同瓜生前往對方墳前致意。
袴田秀郎
「CODE–EL」的時任幹部，遵從毛利的人性化理念，是帶領守若冬史郎加入「CODE–EL」、培育守若和鶴城的關鍵人物，後來在瓜生脫離組織後，為了阻止當時效命銀田榮角的鶴城被對方殺死。
鵺之兄/ 鵺俊也（聲：伊藤タカユキ（Youtube連載配音版））
鵺智也的兄長，忍者兼暗殺世家「鵺一族」宗家現任當家，被父輩評為族裡最出色的人選。本名「鵺俊也」，以作為暗殺者和族人領袖的職責為重，但同時也會重視行動絕不殃及無辜人士，精於忍者刀和暗器，擁有能和三門一郎太交戰平分秋色的實力。「CODE–EL」內戰銀田榮角死後，與鵺智也交手並認可他的理念，成為銀田榮山的護衛，與族人成為瓜生的蜜瓜包攤位常客。在銀田榮山委託毛利派等人協助護衛後，帶領族人支援毛利派等人，對於父輩主使綁架祇園織文的養女彩綾達成威脅敵方組織的目的感到憤怒。與祇園織文交戰造成左眼失明，在祇園織文二度入侵鵺一族宅邸期間再度與對方交手，獲知祖父以彩綾的照片威脅祇園織文，表明族人應隨著時代修正觀念，斬殺了主使綁架威脅彩綾的祖父作為族人改革開端。與父親相談期間獲得諒解，再遇祇園織文互相和解，經由祇園織文獲悉銀田榮山仍持續被鎖定為暗殺目標的消息。
銀田榮山（聲：伊藤タカユキ（Youtube連載配音版））
政商顯赫世家銀田家現任當家暨國會議員，個性溫柔，沉穩真誠，與弟弟榮角的價值觀南轅北轍，深知裏社會的情報。「CODE–EL」內戰落幕後，委託毛利派等人協助護衛兼對抗殺手組織「エルペタス」，但也為此成為敵對組織的暗殺目標。
志葉
為人正派的國會議員，委託毛利派進行護衛，後來被「エルペタス」幹部雷電殺死，護衛任務以失敗告終。
鵺勘吉
忍者兼暗殺世家「鵺一族」前任當家，鵺俊也和鵺智也的父親。在鵺俊也斬殺主使綁架威脅彩綾計劃的父親（俊也和智也的祖父）後，與俊也相談尊重其決定，著手改革族人的行動作風。
鵺美羽（聲：mayo（Youtube連載配音版））
忍者兼暗殺世家「鵺一族」族人，平常被族人代稱「女鵺」，擁有姣好身材和不俗的身手，仰慕鵺俊也。曾經在祇園織文再度踏入「鵺一族」家宅期間為阻撓對方刻意暴露胸部。原本沒有自己的名字，在勘吉著手改革「鵺一族」後，被賦與「美羽」的名字。
鈴宮冴美
「CODE–EL」幹部兼教官，個性嚴格，培訓年幼的女性成員以色誘暗殺技巧。
紫電（聲：くまかつみ（Youtube連載配音版））
時任「エルペタス」的幹部，是擔任政要家族秋月家（導致三門家崩壞的前東家）繼任護衛的殺手家族「雷一族」刺客，由於擔憂一族人受貧窮所困，選擇服侍秋月家。議員秋月義一的親護衛。在秋月義一被金鳳絞殺後，對毛利派懷恨在心，主導對毛利派和「鵺一族」的復仇計劃。與瓜生交戰敗北，接受其條件，連同族人終止護衛秋月家並金盆洗手，與萬雷向三門借款作為創業基金，著手經營蕨餅店，和瓜生等人化敵為友，手藝獲得瓜生等人好評的同時被後者要求避開貴凜町營業（原因是避免營業競爭）。後來經由毛利的試吃許可加入「株式會社Mo-ri-」旗下。
萬雷
時任「雷一族」刺客，是當年受秋月家指示殺害三門一郎太的父親的當事者。在瓜生、三門潛入秋月家襲擊期間，與三門交手落敗。事後金盆洗手，與紫電共同經營蕨餅店。後來經由毛利的試吃許可加入「株式會社Mo-ri-」旗下。

#### 「CODE–EL」其他相關者
銀田榮角
原「CODE–EL」幹部，銀田榮山的弟弟。在瓜生離開組織後成為「CODE–EL」掌權者，殺害毛利未遂並試圖除掉相關人員，派遣刺客追殺瓜生等人。名家出身，接受家庭施予的英才教育，與鵺的家族為世代主僕關係（由鵺一族服侍銀田家族），原有意透過殺手任務實踐大義理想，但在真正認清實情後轉而放棄「不對善人出手」的原則，將毛利派視作眼中釘。瓜生、巴斯、毛利闖入「CODE–EL」總部營救香鈴的事件裡，與毛利、巴斯交手後重創敗北，為維護自身尊嚴和理念，從「CODE–EL」總部六樓墜樓自盡。銀田死後被鵺私下埋葬，「CODE–EL」因為失去領導者，形同解散。
「Pink」（聲：ヤシロこーいち（Youtube連載配音版））
「CODE–EL」效命銀田的殺手，自恃甚高，使用藥物強化身軀和物理力量，擅用刀與槍。原本是毛利培育的殺手，但因為認同銀田的理念背叛毛利，與「天羽組」的小林相識。在「CODE–EL」內部鬥爭期間殺死蘆澤，後來毛利與瓜生為了應對組織鬥爭，找上前組織成員小林合作，「Pink」則趁小林獨自一人經過公寓區時偷襲對方，雙方展開對決，「Pink」最終因為強化身體藥物的副作用影響出現缺氧狀態，被小林持刀劈中身軀後從4樓投擲至地面，死前體認自身見識短淺與後悔背棄毛利。
翠蘭（聲：畑耕平→ヤシロこーいち（Youtube連載配音版））
「CODE–EL」的殺手，精通中國武術「崩拳」的武鬥家，與元雲嵐為同鄉兼同門師兄弟，兩者被黑社會並稱「裏中華拳法二巨頭」。山中村落出身，原本和元雲嵐奉命調查村落衰敗的原因，因為體認有錢才能幫助村落，轉而背叛包含元雲嵐在內的村民，殺死村落長老，和元雲嵐反目成仇。「CODE–EL」內部鬥爭期間對抗毛利派等人，後來與協助毛利派的元雲嵐交手，一度佔上風重傷對方，但在準備解決他時，遭後者用基礎「崩拳」架式擋下攻擊並趁隙擊中腹部，造成內臟重傷，死前與元雲嵐相談化解心結，遺體被元雲嵐帶回故鄉安葬。
藥師丸旭（やくしまる あきら，聲：西村隆主（Youtube連載配音版））
「CODE–EL」效命銀田的殺手，精通合氣道和暗器。左腕為暗藏短刀的義肢。奉命追殺毛利派成員，後來和瓜田、巴斯展開對決，試圖用煙霧彈混淆巴斯的視線，結果反被巴斯用炸藥擾亂行動，遭後者攔腰劈斬身軀，死前嘲諷自己的實力仍有所不足。

#### 普通居民相關者
真木
年輕的女性記者，瓜生的常客，因為經常四處活動通曉許多情報，也會主動向瓜生透露社區異常跡象的訊息。
師父
本名不詳，前任麵包行動餐車的主人，經常面帶笑容，說話語氣嚴厲的婦人，其言詞和態度連毛利、巴斯、鶴城也避畏三分。在偶然的機緣分享自製的蜜瓜包給瓜生、收後者為徒，待瓜生學之有成便將餐車轉讓給他經營。獨自撫養雙親逝世的孫女百合香。因為被「CODE–EL」銀田派成員綁架，作為逼迫瓜生說出仁美的手段，導致瓜生出手解救她後決定聯合巴斯、傑克等人除掉銀田。「CODE–EL」內鬥落幕後，出面祝賀瓜生重新營業。

### 《獅子王組的內部戰爭》系列[註 4]

#### 河內組（獅子王組）
該系列的重要組織，故事初期組織名「河內組」，由於原組長罹患失智症，由眉濟俊之為首主張仁義精神的「眉濟派」和黑澤航太郎為首主張利益至上的「黑澤派」為組織兩大勢力相互爭取領導權，「眉濟派」和「京極組」良知派為同盟關係，「黑澤派」則與「羅威刃」殘黨結盟。後來組織更名為「獅子王組」，「羅威刃」殘黨和「黑澤派」終止合作關係、黒澤航太郎死亡，剩餘留在組織的「黑澤派」成員與眉濟派正式和解合流並認可眉濟俊之的仁義理念，由眉濟俊之成為繼任組織領導者兼採取仁義精神帶領團隊，也會在伊集院有需要時幫助捕獲制裁目標。
阿蒜寛太（聲：岩田陸）
Youtube連載動畫頻道為《河內組的內部戰爭》系列男主角，加入以花寶町地區為主要據點的黑道組織「河內組」（後更名為「獅子王組」）的新進成員。個性開朗，在組織中隸屬眉濟俊之為首的仁義穩健派，經常需要面對黑澤為首的激進派的威脅。慣用武器是短棍。
單親家庭出身，自幼與擔任女陪侍的母親相依為命，但隨著母親認識名為竹内義明的男子染上毒癮、試圖對阿蒜不利時被鄰近住戶制止後報警逮捕，被收容他的祖父母冷落。阿蒜於15歲時企圖殺害竹内復仇未遂，被移送至少年院管束，離開少年院與家族失聯後在職場遭揭露有前科的紀錄被解僱，失意時與「河內組」成員伊武隼人打架敗給對方，被後者挖掘加入組織。曾經協助紅林二郎、久我虎徹、佐竹博文等人打擊不法集團。黑澤死後，接受原黑澤派成員兼建立合作關係。
眉濟俊之（聲：ヤシロこーいち）
「河內組」（後更名為「獅子王組」）的仁義穩健派代表，繼任組長的候選者之一，個性沉穩理智且重視仁義精神，擅用武士刀。昔日和黑澤航太郎是關係良好的夥伴，但因為雙方理念分歧，與黑澤為首的激進派水火不容。曾和「京極組」五十嵐幸光交好，但由於伊武和守若當時發生肢體衝突導致雙方關係緊張，後來接受「京極組」良知派締結同盟關係。黑澤死後成為繼任「獅子王組」組長，接納原黑澤派成員留在組織效力。「京極組」和「戒炎」鬥爭正式落幕後，與五十嵐幸光討論曾和我妻合作的前毒品組織「裏神」崛起的事情，聯手合作對抗「裏神」。
龍本雅幸（聲：ヤシロこーいち）
隸屬「河內組」（後更名為「獅子王組」）眉濟派的武鬥派成員，「河內組」特攻隊長。重視仁義，受組織年輕成員敬重，負責教導新進成員。作戰時習慣徒手肉搏，也會使用其他武器。曾經在久我虎徹的默許下，將仰仗父親名聲作威的京極組組長之子日下晉平滅口。後來為了保護住院中的阿蒜和伊武免於「羅威刃」倖存幹部東雲的襲擊，在決戰過程遭東雲傷及脊椎，造成下半身癱瘓，退出武鬥派和前線戰鬥。黑澤死後，被眉濟任命指導後進成員。
伊武隼人（聲：德本恭敏）
隸屬「河內組」（後更名為「獅子王組」）眉濟派的武鬥派成員，同時是帶領阿蒜加入「河內組」的人物。個性好戰瘋狂，習慣以事物是否能讓他羨慕作為判斷價值的標準，若是與不同勢力的對象有共同目標，也會攜手合作。慣用武器是鐵棒。與「京極組」的守若互有競爭意識。黑澤死後，接受原黑澤派成員兼建立合作關係。
柳樂和光（聲：ヤシロこーいち）
隸屬「河內組」（後更名為「獅子王組」）眉濟派的武鬥派成員，擅使日本劍術。個性好戰，習慣獨自行動但也會與有共同目標的對象合作，重視俠義精神。鄙視捨棄仁義的黑澤派成員。黑澤死後，接受原黑澤派成員兼建立合作關係。
鮫洲誠司（聲：伊藤タカユキ）
隸屬「河內組」（後更名為「獅子王組」）眉濟派的武鬥派成員，慣用戰鬥方式為火攻。對待犯錯的後進成員嚴格，有用扔擲骰子決定處分犯錯成員輕重程度的習慣，其實和眉濟派的成員們關係良好，擅長料理。
半田
初期為「河內組」（後更名為「獅子王組」）眉濟派的武鬥派成員，慣用武器為蛋糕刀。但因為認同黑澤派重視利益的理念，選擇背棄眉濟派並加入黑澤派，重傷伊武。最終在眉濟派成員阿蒜和村井對峙的過程中，遭身受重傷的村井牽制行動，被阿蒜持刀劈開胸腹致死，隨後村井則因為傷勢過重而不治身亡。
井上月麥（聲：伊藤タカユキ）
「河內組」（後更名為「獅子王組」）成員，外型是留著左側部份削剃髮型的銀色短髮，容貌英俊的褐色肌膚青年，過去曾接受殺手組織訓練暗殺技巧，被眉濟稱作組裡的王牌。個性穩重且富人情味，相當照顧一般人和後輩，與龍本、伊武，還有「京極組」的守若、高砂交情良好，但對於非正道人士絕不留情。擅長透過察言觀色判讀當事者性格，有著容易被男性溺愛的體質（本人稱自己性向正常）。原本與黑澤、眉濟來往密切，被派往國外執行駐任務，但在歸國與眉濟派接洽後，認清黑澤派墮落的現況，宣布投誠眉濟派。在「京極組」準備幫助眉濟派和對抗黑澤派時提供情報。黑澤死後，接受原黑澤派成員兼建立合作關係，為了龍本被「羅威刃」殘黨東雲重傷致殘一事，展開行動討伐「羅威刃」殘黨。
黒澤航太郎
「河內組」（後更名為「獅子王組」）的激進派代表，繼任組長的候選者之一，個性剛烈且利益至上，主張透過鬥爭取得目標。與眉濟為首的穩健派水火不容。過去曾經重視理念與組員情誼，但由於所屬小弟違背組規，聽從指示將違背規矩的小弟槍決，此後視獲得利益為支持組織的優先選擇。認為遵循仁義的眉濟過度理想化。後期因為接獲來栖有關暴力集團終止合作和企圖侵略領地的警告，為了結與眉濟派的糾葛，親赴眉濟派根據地和眉濟、柳樂、井上展開對決，敗於眉濟手中，幡然悔悟認可眉濟的理念，提醒後者重視仁義之餘仍需要顧及利益資金的影響，將希望託付給眉濟兼從後者身上看見領導者的風範，無遺憾的含笑死去。過身後遺體被帶回「獅子王組」的總部舉辦葬禮。
犬亥鳳太郎（いぬい ほうたろう，聲：遠山春→酒味たろう）
「河內組」（後更名為「獅子王組」）的黑澤派成員。擅使日本刀的好戰者，主要作戰技術為古流劍術和暗器，也會使用武器塗毒的技術作戰。雖然個性偏向激進，但擁有精準的判斷力，若是轄區觀照和有恩於己的對象被法外人士迫害，則會出手制裁加害者。與已經離婚的妻子育有一名女兒梨花，疼愛且經常會撥空和梨花相聚，也為此在「獅子王組」內戰期間被獲知此事的久我虎徹擊敗後，被久我虎徹救起兼要求退出「獅子王組」內戰。曾經因為轄區保護且常光顧的甜點店相關人員被劫色殺害，主動找上伊集院協助後者捕捉制裁對象。黑澤死後，獲得眉濟接納繼續留在組織，正式和眉濟派和解兼建立合作關係。
來栖三成（くるす みつなり，聲：西村降主（Youtube配音版））
「河內組」（後更名為「獅子王組」）的黑澤派兼武鬥派成員，在組織裡接受特殊教育成長，被稱作「獅子王組的王牌」。與井上月麥關係良好。雖然顧及黑道需要金錢利益才能生存而留在黑澤派，但不同黑澤秉持權力與利益至上的主義，凡是自己給他人造成麻煩或是部屬做出越線的行為都會加以反省，甚至是嚴加處分犯錯的部屬。初登場因為旗下的暴力集團與為了幫助深道真津梨而挺身的紅林大打出手，與紅林過招後得知暴力集團惡意扭曲租屋與借貸條約、強迫包含深道真津梨在內的女性受害者們進入情色業工作，轉而出面打倒暴力集團並允諾幫助受害者，同時向紅林表明往後有難時可向他求助。因為察覺「羅威刃」餘黨、「炎戒」和黑澤派合作之餘包藏禍心，警告黑澤有關「羅威刃」和「炎戒」圖謀併吞領地的真相。黑澤死後，獲得眉濟接納繼續留在組織，正式和眉濟派和解兼建立合作關係。
鮎川鐵次
「河內組」（後更名為「獅子王組」）的黑澤派成員。善用坨刀。
橘花清志郎（たちばな せいしろう，聲：KI）
「河內組」（後更名為「獅子王組」）的黑澤派成員。前期和眉濟派對立，黑澤死後，獲得眉濟接納繼續留在組織，正式和眉濟派和解兼建立合作關係。
河內組組長
原「河內組」（後更名為「獅子王組」）組長，因為罹患阿茲海默症造成記性和判斷力不若以往，由部屬協助管理組內事務，導致「河內組」出現分裂，後擅自將「河內組」更名為「獅子王組」。
河內組組長夫人
原「河內組」（後更名為「獅子王組」）組長的妻子，個性柔弱，在丈夫患病後負責照顧他。與眉濟較為親近，對於組內的分裂與丈夫的病況感到擔憂。

### 《殺手一族的高利貸……三門一郎太》系列

#### 三門一夥
三門一郎太（聲：畑耕平（Youtube連載配音版））
Youtube連載動畫頻道為《殺手一族的高利貸……三門一郎太》系列男主角，留著銀髮，擁有銳利藍色雙眼，容貌精悍的青壯年男子，高利貸借貸公司經營者。習慣抽菸，喜歡包含鯛魚燒在內的甜食。通常對欠債不還的人絕不寬貸，但若是發現借貸當事者遭人設局陷害與身遇險境，則會出面相救和免除其債務，同時對陷當事者於不利的加害者給予制裁，讓加害者代為償還借貸當事者的欠款（例如變賣加害者的資產、器官、派遣加害者做苦工、賣進色情業、取得身故保險金等），將款項連同利息全額歸還給借貸當事人。精通暗殺術與格鬥技巧，擁有足以和紅林抗衡的近戰實力。與同為殺手出身的瓜生相識。
殺手家族三門家出身，因為家族的薰陶而練就殺手的作戰技巧（曾經和時任「CODE-EL」成員鵺智也的兄長交戰過），原本三門家服侍於富有的原華族秋月家，父親曾經為了執行任務除掉銀田家的人員與鵺一族交手，但隨著母親病逝、秋月家向三門家解除合作契約另雇殺手，秋月家為避免知曉家族秘密的三門家洩密，派遣殺手將父親滅口，連自己與妹妹也受此影響導致家庭離散，失意時在公園偶遇經營借貸公司的夏目先生伸出援手，從後者手裡借得50萬日圓應急和投資自己，為了報答夏目先生的恩情找上和受雇於他，被夏目指名為繼任公司經營者。
前期對外型姣好的女性沒有抵抗力（但作為制裁的法外人士或惡意欠債不還者時除外），隨劇情進展逐步磨練對女性的抗性，因為處理前俱樂部偶像田中葉月被前任經紀人公司陷害潛規則兼強迫在情色領域工作的事件，和同樣制裁該公司的紅林與羽柴相識，對紅林的實力留下深刻印象。與伊集院制裁目標的行動衝突時，則採取讓伊集院制裁當事者、自己則對當事者黨羽索取債務的措施。毛利派與エルペタス對抗期間，原本不願再和秋月家扯上關係拒絕合作，但由於處理美濃議員遺孀的委託得知秋月家是幕後主使，轉而改變主意和瓜生合作，解決當年殺害父親的雷一族成員萬雷，順勢向導致三門家族家破人亡的秋月家家主秋月秀一索討超過六千億日幣的債務。
大貫桃子
三門所屬的借貸公司女性接待人員，留著短髮的美女。對金錢有著敏銳的知覺，時常挑逗和說服三門為她出資買禮物，也會接受三門的指示計算當事者借貸利息、調查當事者相關情報，但有時候會因為調查行動而身陷險境。夏目在任時便在公司服務，對於夏目的性騷擾行為感到生氣。
部南忠志
與三門共同經營所屬借貸公司的搭擋，黑髮金眼，深色肌膚的男子。擁有敏銳的觀察力和作戰身手，喜歡親近女性（作為討債制裁對象時例外），討厭惡意傷害他人的人士。原本是隸屬政府設立的特殊警察突襲隊伍的精英，被除職後加入高利貸收買的地下組織跟著墮落，與三門交手而認識彼此。在三門成為繼任公司經營者後，入職該公司獲得三門重用，輔助管理公司和調查情報，也會協助三門討債和作戰。對於三門不敵女色誘惑的特性傷透腦筋。
夏目
三門所屬的借貸公司前代經營者，穿著嘻哈風格的長者。平常待人和氣，但在牽涉借貸事宜時則會變得認真嚴肅。是三門陷入困難時救濟他、傳授借貸經營管理的關鍵人物。主張「借貸者貸款時視放貸者如神，還債時則視為惡鬼」、「制裁欺騙貸款者的惡人」。親自雇用三門作為員工，後來以自己需要休息為由，將公司交給三門管理，從金融機構取得的個人資訊也移交給三門使用。
元
與三門熟絡的女性情報商，擁有靈通的情報網，平常以占卜師的身份掩飾情報商的工作。經常接受三門的委託，負責調查借貸當事者相關的事件。
SETSUKO
與三門熟絡的女性情報商，平常兼任夜店的駐唱歌手。經常接受三門的委託，負責調查借貸當事者相關的事件。

### 其他跨系列常駐角色

#### 普通居民
「媽媽」/鷺沼徹二
在黑焉街地區經營酒吧的跨性別店長，和伊集院、京極組關係良好。精通情報蒐集，經常協助犯罪被害者相關人士、伊集院、京極組進行調查，也會將有意復仇的被害者及相關親友轉介紹給伊集院。本名「鷺沼徹二」於2023年5月6日發布的頻道影片提及。
西田朋惠
經營酒吧「ララバイ」的年輕女店主，精通各路情報，和伊集院關係良好。經常協助犯罪被害者相關人士、伊集院進行調查，也會將有意復仇的被害者及相關親友轉介紹給伊集院。

#### 「死神羅漢」
發源自中國的殺手組織，以肅清非法人士和惡人為主旨。
趙
「死神羅漢」創始者，資產家，收留被法治荼毒的兒童們培育成菁英刺客，主張肅清非法人士和惡人。
吳英浩&吳英宇（聲：ヤシロこーいち）
通稱「吳兄弟」的中國籍雙胞胎兄弟殺手搭擋，由於外型相仿，僅能以外貌細節、衣裝、個性和武器辨認兩者。英浩是雙胞胎的兄長，身著白衣，個性偏冷靜擅用鴛鴦鉞；英宇是雙胞胎的弟弟，額頭有條傷疤，身著紅衣，個性偏情緒化擅用雙錘。兄弟雖然身為殺手，但立場富原則性和重視正義，絕不輕饒法外犯罪者，見識多廣的伊集院也評斷出兩者毫無法外人士特有的汙濁氣息。中國鄉村出身，由於心術不正的政治家趙在統治地區實行一胎化政策，連同其他育有兩胎以上的家庭與父母被送至勞改場，後來曹帶走並收留兄弟倆，以給予金錢資助的交換條件讓兄弟倆接受刺客訓練，派遣兄弟倆殺死趙結束了惡政。
初登場時曾經讓當時兼差擔任天宮社長警備的紅林二郎陷入苦戰，但由於現場響起警鈴而緊急撤退。在伊集院和流川準備制裁犯罪者時與之交手，理解伊集院的立場便通報雇主和協助制伏制裁目標。毛利派和敵對組織鬥爭期間，給予瓜生關於敵方的情報，與エルペタス的成員慎吾對決不敵撤退，英浩失去右手食指和中指，兄弟倆康復後光顧瓜生的蜜瓜包攤車。兄弟倆再戰慎吾重傷，獲得紅林二郎支援，以此機緣和紅林二郎和解。

#### 羅威刃
城崎賢志（聲：ヤシロこーいち）
Youtube連載動畫頻道為全系列的重要反派人物之一，黑社會組織「羅威刃」的領導者，同時是《京羅戰爭》系列的關鍵角色。為人冷血和心狠手辣，精於謀略管理，重視權力且不擇手段。機能不全家庭出身，童年與母親被酗酒失業的父親虐待，7歲時被父母拋棄，養成重視權力和透過暴力謀略解決事情的習慣，受此經驗影響討厭對家庭成員施暴的對象，成人後與父親重逢時殺害對方，透過自身努力創建並拓展「羅威刃」的組織規模，已知重要幹部有神原、東雲龍政、設樂紀明、小湊圭一、高城蓮太郎、秋元詩郎、間宮恭平等人。因為包含本人在內的團隊行動威脅多處區域的治安，被天羽組、京極組、紅林二郎、伊集院茂夫等人視為重要敵人。
策劃大型貨車安裝炸藥攻擊京極組本部的行動，被當時在現場的佐竹拍下照片，陸續偕同旗下成員對抗天羽組、京極組、紅林二郎等人，後來發現兼將拍下其照片的佐竹刺成重傷，但被出面救援佐竹的紅林擊退和通報相關訊息給久我虎徹。最終透過偵探得知多年未見的母親的行蹤和前往探視對方期間，因為負責監視的佐古向久我虎徹報告他的行蹤，導致一條得以尋獲和城崎展開對決，將其擊敗，城崎在重傷瀕死前折返母親居住的公寓向其致歉道別，向部屬交代善後事宜與憶起對母親的思緒，便死在後巷中。城崎過世後「羅威刃」組織變得分裂，僅有倖存的東雲與秋元致力復興組織，事後兩者也抽空為城崎上墳致意。
東雲龍政（聲：畑耕平）
「羅威刃」的時任成員，為人好戰，擅用武器為斧頭，忠於城崎賢志。曾陸續和天羽組、京極組、河內組（後更名獅子王組）等人交戰，是「羅威刃」瓦解後唯二倖存的舊幹部。面對準備拘捕制裁目標的伊集院也會主動提出交手。「羅威刃」瓦解後與「戒炎」保持合作一段時期，直至後來京極組和「戒炎」鬥爭期間，和我妻京也出現分歧始決意除掉對方，私底會晤守若，過招之餘將和「戒炎」合作的相關團體名單交給守若。
秋元詩郎（聲：遠山春）
「羅威刃」的時任成員，和高城蓮太郎同為當過雇傭兵的戰友，曾陸續和天羽組、京極組、河內組（後更名獅子王組）等人交戰，是「羅威刃」瓦解後唯二倖存的舊幹部，對高城之死感到悲痛。「羅威刃」瓦解後與「戒炎」保持合作一段時期，直至後來京極組和「戒炎」鬥爭期間，和我妻京也出現分歧終止合作關係。由於為了招攬人手一度鎖定鶴城與之交好，成為鶴城的飯糰店常客，被瓜生和香鈴看出其真實意圖，敗給瓜生被驅逐出瓜生等人的領地。
鈴宮冴美
「戒炎」解體後，加入「羅威刃」的女性成員，曾任「CODE-EL」指導女性殺手的教官，精於色誘、諜報、暗殺。瓜生等人對其加入「羅威刃」一事抱持警戒，她則對瓜生抱持濃厚興趣。

#### 天王寺組
關西地區為主要勢力核心的黑道，現任組長為三國貞治。組員說話常帶有關西腔，勇猛好戰，前期常出現心術行為不正的組員，但隨劇情推進逐漸增加重視原則、組織的自豪感、忠誠度和友誼非常強烈的成員。本作中由於時任若頭大嶽徳史主導「天王寺組」與「天羽組」的鬥爭，導致兩派犧牲慘重，在大嶽被「天羽組」組長天羽桂司勸服而終止兩派戰爭後，大嶽自盡謝罪。為天王寺組系列影片的主要登場團體。
三國貞治（聲：畑耕平）
Youtube連載動畫頻道為關西地區黑道「天王寺組」的現任組長，個性冷靜擅於社交，待人友善且行事偏向和平主義，主張與對手勢力抗衡時必須採用對雙方最小損失的方法。擁有能夠識破偽裝成打工服務人員潛伏進會場的小林的觀察力。與大嶽徳史是30年的至交，在「天王寺組」與「天羽組」的鬥爭落幕後，與組織成員向自盡謝罪而死的大嶽致意，偕同陣內賢斗向「天羽組」組長天羽桂司謝罪獲得諒解，允諾維持關西地區的秩序。
三國彌生
三國貞治的妻子，相當關切組員。
大嶽徳史（聲：畑耕平）
Youtube連載動畫頻道為關西地區黑道「天王寺組」的若頭。為人城府極深，秉持功利主義，偶爾也有流露對一般人俱親和力的一面（例如曾為了替自己繪製肖像的少年遭法外人士殺害，命令戶狩肅清加害者團體）。喜歡栗子燒和賞櫻。自幼受時任「天王寺組」成員的祖父影響學習仁義之道，不顧父母反對加入「天王寺組」，但後來父親與祖父死於「天王寺組」與關東地區黑道的鬥爭，從此仇恨關東地區黑道。主導「天王寺組」與「天羽組」的鬥爭期間的關鍵核心角色，後來在「天王寺組」與「天羽組」的鬥爭期間近尾聲，被「天羽組」組長天羽桂司勸服終止兩派戰爭，事後在「天王寺組」內部會議期間表達終止爭鬥的決意，引爆手榴彈自盡謝罪。事後三國和戸狩特地上墳致意。
陣内賢斗（聲：くまかつみ）
關西地區黑道「天王寺組」的核心成員，是三國貞治的直屬護衛部隊，個性冷靜果斷，兼具智慧和武力，深受包含組長三國貞治在內的「天王寺組」成員信賴，私底下則對關照的人們流露富人情味和善感的一面。曾經識破潛入「天王寺組」宴會場打探消息的「天羽組」成員香月紫苑，兩度試圖解決「天羽組」成員小林幸真。由於旗下庇護店家的熟識女公關遭不法人士狩獵殺害，為此向三國請纓殲滅制裁對象的所屬集團，幫助伊集院捕獲制裁對象，資助被害者的妹妹完成學業。
高見澤斗真（聲：くまかつみ）
關西地區黑道「天王寺組」的幹部，大嶽的心腹參謀，多度參與「天王寺組」與「天羽組」的鬥爭，後死於「天羽組」成員小峠華太與飯豊朔太郎的刺殺行動。
城戸丈一郎（聲：畑耕平 ／ 猫島さゆり（幼少期））
關西地區黑道「天王寺組」的城戶派核心成員，同時是《羽王戰爭》系列的關鍵角色。秉持成王敗寇的主義，為完成目的無所不用其極，重視自身的幸福感受，與同派系的淺倉潤交情甚篤。單親家庭出身，母親下落不明，兒時與身為黑道組織準成員的父親相依為命，但由於父親的身份遭受他人排擠與債主的威脅，某日父親出門前遺留兩千日圓給他作為餐費後死於黑道的槍下，自身則被送往孤兒院撫養。高中畢業後加入「天王寺組」，憑自身努力成為組織核心成員，立志實現父親的遺願成為黑道組長。
在天羽組與天王寺組鬥爭期間帶領同派系成員作戰，造成天羽組包含工藤在內共七名成員身亡。後來趁機潛入天羽組組長宅邸，意圖行刺天羽組組長，但由於被鎮守宅邸的須永與華太陸續重傷、速水通報和中與小林返回本部支援、和中與小林聯合護衛組長兼反擊，因而重傷敗北。獲得天羽組組長的致敬、懊悔未能實現父親與淺倉的遺志後，便因為失血過多而死，遺體被天羽組交給接應的司機帶回天王寺組。
戸狩玄彌（聲：KI）
關西地區黑道「天王寺組」的戶狩派核心武鬥派成員，「天王寺組」與「天羽組」的鬥爭期間的關鍵角色。為人強悍，有時候喜歡開玩笑，重視關西文化但敵視關東人，對於弱小的老弱婦孺則會顯現同理心，制裁欺凌一般人的不法份子。喜歡發泡酒。赤森地區的單親家庭出身，父親隨同外遇的情婦離開家庭，原本在某間公司任職的母親因為公司倒閉，為了扶養他投身風化產業，後來戸狩被人口販子綁架虐待和接受殺手教育，成年後因緣際會被大嶽招攬加入「天王寺組」。雖然不喜歡城戸丈一郎，仍重視其才幹，也會出手懲戒犯錯的成員。在城戸丈一郎死後接續協助天王寺組，帶領同派系成員作戰，殺害天羽組包含若頭阿久津在內的成員，試圖解決香月、華太、天羽桂司未果，與和中交戰敗北。事後接受裏社會的醫師治療康復，繼續維持領地治安，日後經常作為「天王寺組」相關系列影片的主要敘述者。
由於原本居住的公寓被縱火燒毀，暫住於渋谷大智的住處，在接近盂蘭盆節時分為先前造成「天羽組」傷亡損失一事贈與中元賀禮和附上賠罪信謝罪。2024年12月20日發佈視頻中的聖誕節事件中獲得「天王寺組」的慰問。
室屋柊斗（聲：猫繪十兵衛）
關西地區黑道「天王寺組」的戶狩派核心武鬥派成員，個性聰明但行事張狂，喜歡葡萄酒。曾因為護衛高見澤任務失敗，被戸狩削去耳朵作為懲戒。兩度與「天羽組」的南雲梗平交手，被對方斬去一臂一腿，為了報復「天羽組」而現身「天羽組」若頭阿久津的葬禮，最終再度和南雲交手，引爆藏匿在身上的爆炸裝置自盡兼殺害南雲。
渋谷大智（聲：畑耕平）
關西地區黑道「天王寺組」的戶狩派核心武鬥派成員，熱愛關西文化，被他人嘲笑或有人貶低關西文化時會很生氣，對犯錯和背叛的成員毫不留情。曾因為自己經常光顧的店家老闆被法外人士殺害，主動協助伊集院捕捉殺害店家老闆的被制裁對象。「天王寺組」與「天羽組」的鬥爭期間的關鍵角色。事後接受裏社會的醫師治療康復，繼續維持領地治安。
岸本隆太郎（聲：畑耕平）
關西地區黑道「天王寺組」的戶狩派核心武鬥派成員，擅用武器為魚刀。多度參與「天王寺組」與「天羽組」的鬥爭，後來被透過情報商掌握「天王寺組」動線情報的「天羽組」成員飯豊朔太郎埋伏襲擊，重傷飯豊後被對方殺死，臨終前感嘆自己僅是聽命行事與未能嚐到從澀谷送來的御好燒。
馬渕春斗（聲：猫繪十兵衛）
關西地區黑道「天王寺組」的戶狩派核心武鬥派成員，是戶狩派的使劍高手。為人重視任務但也有愛好自由、堅持不在一般人面前打鬥的原則，擅長聽音辨位與在黑暗場所戰鬥。兒時個性內向，小學時期與班上的視障生井崎達彦成為摯友，由於為了保護被欺負的達彥被學校同學打成重傷，為了增強實力與達彥修習「白戸流」劍道，中學三年級時達彥被同校不良少年推落樓梯重傷而導致雙手麻木不能揮劍，憤而殺死造成達彥致殘的不良少年，亦因為後續重傷近10人被送往少年院，在離開少年院面臨就業困難時，被大嶽邀請加入「天王寺組」。多度參與「天王寺組」與「天羽組」的鬥爭。事後接受裏社會的醫師治療康復，繼續維持領地治安。
白石玲士
關西地區黑道「天王寺組」的核心武鬥派成員，渋谷的同期。慣用武器是薙刀。白石流薙刀流派家出身，過去不滿嚴格家規離家出走，為追求音樂夢想成為視覺系樂團貝斯手，但由於對批判找碴的聽眾出手，留下不良紀錄退出樂壇。曾任樂團的經歷也讓他遣詞用字常帶有作詞般的語氣。
椎名和海（聲：くまかつみ）
關西地區黑道「天王寺組」的核心武鬥派成員。為人冷靜有理但是個戰鬥狂。
仁志哲平
關西地區黑道「天王寺組」的成員。和渋谷同為大阪美食愛好者。原本是隸屬城戶派的小弟，「天王寺組」與「天羽組」的鬥爭落幕後，向馬渕請教戰鬥技巧。
高槻
關西地區黑道「天王寺組」的成員。
似鳥正男（聲：小柴大始）
關西地區黑道「天王寺組」的後進成員。「天王寺組」與「天羽組」的鬥爭落幕後，向馬渕請教戰鬥技巧。
千堂成義（聲：酒味たろう）
羽王鬥爭後登場的成員，個性積極熱血富有正義感，說話大嗓門的青年，擅用鐵扇和小太刀。

#### 戒炎
我妻京也（聲：大河望→伊藤タカユキ（Youtube配音版））
在《京羅戰爭》系列和城崎合作的黑社會組織「戒炎」領導者，視愛為至高理想，實則冷血殘酷，連「河內組（後更名獅子王組）」時任幹部黑澤航太郎與殺手出身的瓜生龍臣也對他的本性有所忌憚。精通古流武術。孤兒出身，生父不明，母親不顧原生家庭反對生下他，兩歲時因為母親在自家住宅暴斃，被移送至兒少福利設施照顧，養成以暴力和其他手段威脅當事者的習慣。以機構負責人涉及情色交易為把柄，獲得後者引薦跟隨古武術導師田宮道三學習武術。15歲時被逐出師門和離開福利設施，開始接觸黑社會成立愚連隊。22歲時救了偶遇的女子千尋成為戀人，一度和懷了自己的孩子的千尋論及婚嫁，但是千尋因為我妻涉及黑社會鬥爭遭受波及、被敵對組織成員園部強暴殺害，為了替千尋復仇轉而殺死園部和後者的女友聰美，憑自身努力創建拓展組織在城崎死後與羅威刃殘黨保持合作關係，對抗天羽組、京極組、紅林等人。
心思甚密，曾為了拓張領地借光顧瓜生的蜜瓜包攤位，藉協助瓜生肅清宗教恐怖主義者賣其人情。但在與大型毒品買賣組織建立合作之餘，開始肅清背叛和試圖脫離「戒炎」的相關人士。京極組與「戒炎」爭鬥後期，將京極組的守若列為高危險目標，暗地搜集其情報，卻不料守若野暗地委託情報商查出我妻和千尋的過往，連曾經合作的羅威刃幹部東雲也暗地提供和「戒炎」合作的名單給守若，促成守若和佐古臥底調查、久我虎徹和仙石聯合擊潰其餘「戒炎」人手。最終我妻與守若交戰期間試圖以對方父親曾為殺人犯的過往刺激對方，反被守若以千尋的事情激怒，我妻在交戰過程中被守若重傷敗北，回憶起自己未能和千尋相守幸福的未來藍圖，感嘆自己自出身便是孤獨一人、連最愛的千尋與孩子都未能守護便含淚死去。我妻死後遺體被棄置不顧，直至久我虎徹發現並私底安葬，「京極組」和「戒炎」長達一年的鬥爭也隨之落幕。
角中正樹（聲：伊藤タカユキ（Youtube配音版））
「戒炎」領導者我妻京也的親衛隊長。曾經陸續和紅林、「京極組」的一条康明、海瀬將悟、佐古大和交手。在遊馬大介被守若殺死後，遭「京極組」清算身亡。
麻生成凪（聲：ヤシロこーいち→畑耕平（Youtube配音版））
「戒炎」的幹部，擁有敏銳的動態視力，以價值作為評估人事物的基準。單親家庭出身，親生父親在他懂事前去世，母親與自詡前任跆拳道選手的對象再婚，過著被母親默許繼父以訓練為名義虐待、被繼父羞辱毫無價值的生活。隨著繼父拋棄家庭與外遇對象出走、母親沉溺邪教，不願忍受母親而離家，加入重視仁義的黑道「岡口組」兩年後因為不認同組織價值觀而脫離，創建東北地區的黑道組織拓展地盤與「羅威刃」創建者城崎交手體認其瘋狂而撤退，偶遇我妻京也被後者以賦與自由為誘因加入「戒炎」。在「京極組」和「戒炎」鬥爭期間多度參戰，最終與「京極組」成員六車決戰時，被六車攔腰斬斷背骨敗北，感慨自己的出身之餘，被六車指責其仗勢武力做威與繼父毫無區別，斷氣前表明自己希望來世出身普通家庭。
緋田功哲郎（聲：伊藤タカユキ（Youtube配音版））
「戒炎」的幹部暨我妻京也的側近，對我妻京也高度忠誠，擅用槍械、刀、徒手格鬥，也擅用謀略。自幼接受傭兵訓練，為同期受訓的傭兵高材生，但在受訓同時渴望被旁人視為正常人相待，成年後以傭兵身分活躍戰場，由於厭倦被視為天才而脫離傭兵，因為被我妻京也同意將他視為正常人的想法吸引，正式加入「戒炎」。與「京極組」成員多度交手，最終被仙石薰設局重傷敗北，死前讚揚了仙石薰的實力。
上堂新一（聲：畑耕平（Youtube配音版））
「戒炎」的幹部，為人瘋狂好戰，使用武器為雙槍。曾經陸續和紅林、「京極組」的一条康明、海瀬將悟、佐古大和交手。在遊馬大介被守若殺死後，再度遭遇「京極組」海瀬，遭後者以金碎棒擊殺身亡。
榊原周（聲：西村隆主（Youtube配音版））
「戒炎」的幹部，擅用古流武術和雙刀。罹患末期胃癌。參與「京極組」和「戒炎」的鬥爭，後來偶然發現「京極組」後進成員花澤伊織的蹤跡，尾隨其進入闇醫師冰室駐診的醫院，與住院中的一条康明展開對決，遭後者持刀重傷腹部倒地，被冰室告知末期胃癌的延命可能性與一条康明指謫我妻京也不在意部下犧牲的心態，感嘆自身弱小後失血過多死去。
遊馬大介（聲：ベルべる☆（Youtube配音版））
「戒炎」的幹部，擅使日本刀與暗器，為人冷靜好戰。曾經和過往隸屬「羅威刃」傘下的暴力集團「比遊怒羅」新任領導者綾小路交手，與上堂新一參與暗殺「京極組」的一条康明的行動，造成一条重傷療養脫離戰線。後來「京極組」的守若冬史郎為報復「戒炎」殺害組織若頭大園銀次與成員浪岡常吉，指示花澤伊織與佐古大和在「戒炎」行經駐點區域的貴凛町佈置道路施工路障進行監視，阻礙「戒炎」的動向兼吸引「戒炎」落入陷阱，遊馬識破偽裝成工人的佐古準備痛下殺手，被趕來的守若制止與之展開對決，最終被守若摧毀雙眼與下顎，遭後者用施工鐵鏟刺中胸膛，死前感嘆自己的實力不純熟才招致敗北的下場。
反町琥治郎（聲：ヤシロこーいち（Youtube配音版））
「戒炎」的成員，富有野心和功利心，連我妻都對他有所忌憚。科學派主義者，不相信非科學事物。擅用刀、槍、指技為主的中國武術，由於是醫生家庭出身，對人類體弱點瞭若指掌。曾經在「戒炎」攀升至幹部位階，但在後期「戒炎」與「京極組」交戰期間叛離組織，在「戒炎」瓦解後加入「裏神」。

#### エルペタス相關者
在「CODE-E-L」內戰後崛起的地下暗殺組織，在日本和中國皆有據點，以日本為中心宣揚統一亞洲的「共存共榮」計劃，獵殺反對派人士，但也主持著肅清日本公眾問題和防範日本公眾被捲入紛爭。天王寺組的戶狩玄彌曾隸屬該組織。因為幕後主使御前的指揮與「CODE-E-L」殘存毛利派成員為敵，後來選擇和殘存毛利派成員聯手對抗御前。
大丸靖公（だいまる やすきみ，聲：畑耕平）
「エルペタス」組織最高權力者，為人冷靜且重視部下，主張革命主義，同時會命令肅清波及一般公眾的法外人士。前期聽命於御前，原先組織和秋月家及其護衛殺手家族「雷一族」為合作關係，但在秋月義一被暗殺身亡、「雷一族」展開報復行動傷及無辜公眾後，宣布和「雷一族」解除合作。獨自上墳追念為了替孩子復仇犧牲的鷲尾。大丸受御前指示，向世良下達除掉毛利的命令，但後來開始反思組織信念和御前的分歧，選擇背叛御前，察覺被祇園織文斬殺的是御前的影武者，帶領祇園織文、慎吾、世良蓮二郎向毛利派成員賠罪，宣布和毛利派成員聯手對抗御前。
祇園織文（ぎおん おりふみ，聲：ヤシロこーいち）
「エルペタス」頂級殺手，代號「オリオン」。執行任務時冷酷無情，但討厭無謂的殺戮，在私底下則有著開朗善於社交、疼愛養女彩綾與討厭夥伴犧牲，重視人情的一面。棄嬰出身，嬰兒時期被生母拋棄在托嬰措施，被組織人員抱回收養，接受培訓成為代號「秋田犬」的組織殺手，但由於對人生意義常抱持思考而保留人性，視大丸為恩人，和慎吾、戶狩玄彌是同期。某日執行暗殺極左派革命情侶活動家的任務，意外發現暗殺目標尚在襁褓的女兒，遂將其抱養命名為彩綾。平常值勤時多委託組織成員鈴蘭代為照顧女兒，和冷徹派的慎吾針對臨陣脫逃的部屬處置方式觀點不同而不和。
曾經與元雲嵐獨自對決並戰勝對方，藉由調查以便光顧瓜生的蜜瓜包攤車。由於作為單親家庭對同樣際遇的親子會產生共情，為此在經常光顧的單親家庭營運的便當店店主遇害後，主動協助捕捉制裁對象的伊集院肅清不法人士。組織和毛利派鬥爭期間，有鑑於「雷一族」為報復秋月義一被暗殺展開報復行動傷及無辜、「鵺一族」為抗爭而綁架傷害養女彩綾，憤而報復殺害參與綁架彩綾的「鵺一族」成員，向大丸靖公稟報兼肅清為害公眾的「雷一族」成員。偕同世良為替孩子復仇而犧牲的鷲尾上墳致意，與交手過的「鵺一族」現任本家當主鵺俊也和解成為友人，再戰元雲嵐認可其實力選擇認輸。受大丸靖公斬殺御前，被揭發受斬殺的僅是御前的影武者，接受大丸的提議和毛利派成員聯手對抗御前，出示與鵺俊也互加通訊名單的證據和鵺智也和解。
祇園彩綾（ぎおん）
祇園織文的養女兼生活重心，其實是極左派革命情侶活動家的遺孤，現年6歲。還是嬰兒時期，生父母在某日被接受組織命令執行暗殺任務的祇園織文殺害，祇園織文見及失去父母的彩綾產生惻隱之心，將她收為養女。組織和毛利派鬥爭期間，由於「雷一族」為報復秋月義一被暗殺展開報復行動傷及無辜、「鵺一族」為抗爭而動手綁架傷害彩綾，讓得知真相無法認同的鵺之兄命令部屬將其釋放，卻同時成為祇園織文宣告討伐「雷一族」和「鵺一族」的導火線。
世良蓮二郎（せら れんじろう，聲：ヤシロこーいち）
「エルペタス」高級幹部，擅用手槍、刀、飛輪，世良為人冷酷嚴格，秉信優生學思想，與此同時敬重有理念的夥伴。與祇園織文是同期。私底下喜歡且善待孩童，經常陪伴組織資助的孤兒院院童玩耍，也痛恨對孩童出手的法外人士。由於聽聞自己經常關照的孤兒院院童遭法外人士的危害，與同樣鎖定該事件制裁目標的伊集院短暫過招，得知受害孤兒院倖存修女委託伊集院的消息，轉而同意幫助伊集院除去其他加害者的同夥和解救被綁架的院童，將主要目標讓渡給伊集院。在鷲尾犧牲後與祇園織文共同上墳致意，受命除掉毛利將其重傷，與瓜生交戰重傷敗北造成下半身不良於行，向大丸請纓代表向毛利派賠罪透露御前作為幕後主使的訊息，促成組織和毛利派會談聯手對抗御前。
鷺宮慎吾/ミスト（さぎのみや しんご/みすと，聲：KI）
「エルペタス」的幹部，組織裡的劍豪，祇園織文、戶狩玄彌的同期，受訓時期代號「杜賓犬」，在組織代號「ミスト」。為人冷徹重視任務，忠於大丸，與重視人情的祇園織文理念不容，唯獨在乎妹妹幸子，討厭平庸的事物。平常用衣物遮掩待在養育院時期被虐待的傷痕。擅使日本刀和名為「霞」的體術。機能不全家庭出身，母親欠缺倫理觀動輒對孩子們暴力相向，父親為人心術不正，由於父母憑藉詐欺和竊取財物謀生、忽略孩子，作為家族唯一常識人的慎吾獨自扛起照顧相差5歲的妹妹幸子的責任。債台高築的父母為避開黑道追債拋棄兄妹倆逃跑，追債的黑道同情並放過被父母拋棄的兄妹倆，將拋棄慎吾與幸子的父母殺死。流落街頭的慎吾為了替妹妹幸子覓食偷竊失風被屋主毆打，兄妹倆被養育院收留三年，但是養育院的院長在這段期間動輒虐待包含慎吾在內的院童，甚至試圖猥褻幸子，導致憤怒的慎吾為保護妹妹出手殺死養育院的院長，帶著幸子逃跑，兄妹倆貧困交接之際被大丸收留成為組織成員接受訓練。隨著慎吾發現加入訓練的幸子身體不堪負荷生病，向大丸提出讓幸子脫離組織的條件請求給予醫藥費獲准，慎吾至此留在組織被訓練為殺手，過著身兼執行任務和照顧幸子的生活。
奉組織命令肅清戀尿癖不法人士岡林的所屬團體，巧遇接受被害者委託制裁岡林的伊集院，理解其原委同意讓伊集院帶走岡林，自己則協助肅清岡林的黨羽。與「死神羅漢」的吳氏兄弟英浩、英宇交手，導致英浩失去兩根手指前端，再遇兄弟倆交戰之際被紅林二郎介入決鬥，對紅林二郎產生濃厚興趣。曾和巴斯交戰導致雙方身負重傷，隨著毛利派與「エルペタス」聯合對抗御前，和巴斯成為交流劍術的好對手。
サイ（さい，聲：伊藤タカユキ）
「エルペタス」的幹部，為人瘋狂且喜愛亞洲美少年的男子，擅用炸彈進行爆破攻擊，為了作戰在體內安裝炸彈。曾經在貴麟町以自製炸彈引發連串恐慌，讓毛利派等人介入調查，後來組織與毛利派等人交戰期間，以炸彈重傷町田，結果被町田利用握力和環境設局重傷，試圖引爆綑綁在身上的炸彈自爆同歸於盡，最終反遭町田投擲進附近的坑道爆破而死。
雷電（らいでん，聲：ヤシロこーいち）
「エルペタス」的幹部，是擔任政要家族秋月家（導致三門家崩壞的前東家）繼任護衛的殺手家族「雷一族」刺客。與世良關係良好。殺害了毛利派等人護衛、被組織視為威脅的志葉議員，將瓜生重傷。後來隨著組織和毛利派鬥爭、秋月義一被金鳳絞殺、紫雷指使雷一族展開報復行動波及無辜，對紫雷的做法產生懷疑和提出諫言但未獲採納，最終與瓜生決戰中為雷一族傷及無辜孩童致歉，仍認為志葉議員之死是必然，被瓜生斬去左耳和右臂，胸膛中刀重傷敗北，死前透過瓜生撥打紫雷的智慧手機勸諫紫雷放棄無信念的殺戮。
鷲尾孝徳（わしおたかのり，聲：ヤシロこーいち）
「エルペタス」的殺手，在組織代號「イヌワシ」，擅用武器是黑色雙劍，是專門獵殺殺手、會肅清人身買賣、毒品交易等不法事物，但也會奉組織命令殺害反對派人士的殺手。戰鬥時會哼唱著童謠，若是面對一般人與守護者冒著生命危險保護被刺殺的目標，則會展現武士精神放過對方。過去曾為資產家並育有一不良於行的獨子孝宏，經常哼唱著童謠逗孝宏開心，但由於自身資產家的工作影響多處樹敵，導致某日返家時發現孝宏遭不明殺手殺害，此後經歷了離婚和公司倒閉，為了替孝宏復仇成為專門獵殺殺手的殺手，保持哼唱童謠的習慣也是為了悼念遇害的孝宏。曾經在消滅不法集團期間特別將伊集院的制裁目標留給對方，後來在紅林二郎任教的校園準備執行暗殺野谷議員的任務，與紅林二郎交手後敬重其覺悟，放過紅林二郎和野谷議員離去。
起先認為曾屬「CODE-E-L」的鶴城是殺害兒子的兇手，在組織和毛利派等人鬥爭期間和鶴城交戰將其重傷，但面對鶴城得知自己復仇意圖沒有反抗的舉動產生質疑，再度和鶴城會面察覺其不是真兇，經由鶴城介紹和伍代取得連繫，獲知是企業家大野指使冒充鶴城的前「CODE-E-L」成員艾吉（エイジ）殺害孝宏的真相。先是殺死指使艾吉的大野，與鶴城聯手對抗艾吉，在鶴城為幫助他創造機會導致傷口裂開不支倒地時獨自奮戰，最終如願復仇將艾吉重創致死，但自身也因為傷勢過重不治身亡。臨終前幻想著自己看見孝宏獲得行走能力的畫面，遺體則被鶴城委託巴斯交還給「エルペタス」。
鷲尾之死令鶴城懊悔未能解救對方和決意變強，世良和祇園織文也在得知鷲尾如願為孝宏復仇後，將鷲尾父子合葬兼上墳致意。大丸也趁著上墳追思鷲尾期間向他致敬。
紫陽花（聲：末次由布子）
「エルペタス」女性人員，是擔任政要家族秋月家（導致三門家崩壞的前東家）現任當家秋月義一的女性殺手暨親護衛。在組織與毛利派等人交戰期間，與香鈴交手，一度壓制對方，結果被香鈴以暗器反攻後來居上，遭壓制在地痛毆數拳後刺殺。
鈴蘭
「エルペタス」的女性人員，擁有銀髮綠眼外型的美女，與祇園織文是自幼在組織成長的夥伴，對祇園織文有好感。擅長諜報、滲透、色誘、暗殺，在表社會以化名「蘭子」登錄於接待社會高層的公司刺探情報。在祇園織文收養彩綾後，經常協助照顧彩綾。曾經設局在鵺一族的族人安裝追蹤晶片，讓祇園織文得以入侵鵺一族的宅邸。由於祇園織文養女彩綾的朋友一家遭法外人士迫害，向伊集院提供情報短暫過招同時協助殲滅犯罪者的同夥。毛利派與「エルペタス」聯合後，跟著慎吾探視住院休養的巴斯，受指名接待御前期間藉機蒐集情報。
軍雞
「エルペタス」的諜報人員，少時受祇園織文關照，視其為導師，擅用槍械和刀。在秋月義一被金鳳絞殺、「鵺一族」對彩綾實行綁架事件過後，負責調查「鵺一族」的所在處。
秋月義一（あきづき ぎいち，聲：ヤシロこーいち）
政要家族秋月家（導致三門家崩壞的前東家）時任當家，抱持極右派思想，與「エルペタス」合謀。後來舉行演說會期間，透過熟客邀請進場的金鳳潛入現場埋伏和熟客照面，令護衛鬆懈戒心，秋月義一準備離開會場時在安全道路與護衛遭遇金鳳，結果連同護衛被金鳳以關節技折斷頸椎而死。
秋月秀一（あきづき しゅういち，聲：伊藤タカユキ）
政要家族秋月家（導致三門家崩壞的前東家）繼任當家，同時是當年令三門家家破人亡的罪魁禍首。因為義一遭暗殺身亡，成為接任當家，指示紫雷對毛利派等人展開復仇。得知落敗的紫雷連同「雷一族」成員終止護衛的消息後，先是被瓜生揍一拳，接著被代行美濃議員遺孀債權的三門索討超過六千億日圓的欠債，最終被迫賣掉旗下所有公司並被警方逮捕。
伊庭環人
「エルペタス」的殺手，個性明朗喜愛祭典，和祇園織文交好。受組織指派其往東南亞國家執行任務，隨著毛利派和「エルペタス」結盟對抗御前，歸國支援毛利派和「エルペタス」。

#### 神城組
以橫濱為據點的黑道，成員看似冷酷，但也有重視當地治安和平與組織成員的一面。由於當地黑道家入組為了橫濱地區治安與天羽組合盟，加上雙方衝突期間神城組殺死了天羽組的成員宇佐美，神城組為此和天羽組發動戰爭。
神城義信
神城組的組長，個性果斷冷靜不失理性，重視橫濱當地與部屬。非常不認可與天羽組洽談合盟的家入組。由於長門碧殺死天羽組的成員宇佐美、家入組組長家入雅和導致組織和天羽組加深敵意，電話談判破裂後下達與天羽組交戰的命令。由於極右派人士久本信敏主導炸彈恐怖攻擊造成經常光顧的橫濱中華街餐廳店主夫婦和其他民眾傷亡，派遣百田試探伊集院的實力後認可後者，讓百田幫助伊集院肅清目標的手下。
名波和親
神城組的若頭。殺手出身，為人冷酷，瞧不起天羽組組長天羽桂司，私底下照顧組員。初登場時在長門碧和天羽組的矢部光晴險些爆發衝突時介入制止衝突。
百田吾郎
神城組的組長護衛，暗殺忍者家系出身。個性遲鈍單純，但擁有高大的體格和怪力，也善用暗器和火藥。曾經保護神城義信免於暗殺而獲得後者中用。極右派人士久本信敏主導炸彈恐怖攻擊造成橫濱中華街餐廳店主夫婦和其他民眾傷亡的事件中，出手解救逃亡的群眾，由神城指派與伊集院交手，協助肅清久本的殘黨。
長門碧
神城組的幹部，擁有妖異俊美容貌的男子。重視平等概念，喜歡葡萄酒、觀賞運動，擅使紫色刀刃和關節技。原普通家庭出身，6歲時父母為躲避債物拋棄他下落不明，被養父母收留虐待過著艱苦生活期間偶遇經營佐伯組的組長佐伯幫忙理髮和解圍，視佐伯為恩人立志增強實力，在佐伯金盆洗手後仍經常探望後者。曾經警告家入組不得輕舉妄動。初登場時險些和天羽組發生衝突，但被名波出面制止。由於聽聞平常支持的女性運動選手北原姊妹遭受大手製藥廠公司社長能津裕之綁架進行非法取血人體實驗、造成北原姊妹的姊姊京子遇害，為此主動幫助接受倖存北原姊妹的妹妹翔子委託的伊集院，消滅能津的黨羽，並期許翔子連同姊姊生前未境的夢想一併努力。
在組織和天羽組發生衝突期間，殺死了想要保護天羽組的宇佐美的家入組組長家入雅和，但由於宇佐美堅持為家入雅和奮戰，殺死了宇佐美，成為神城組和天羽組衝突激化的導火線。經歷數場和天羽組的決戰，後來重傷飯田，和接手作戰的青山交鋒敗北，被飯田持刀刺進胸口殺死，臨死前警告神城組和天羽組鬥爭將愈加激化的訊息。
廣瀨大聖
神城組的幹部，特徵是銀髮和褐膚，個性好戰不失俠義精神，以近身肉搏和使刀見長。因為其格鬥異常猛烈而獲得「猛拳」的異名。單親家庭出身，母親因病早逝，與身為前柔道選手的父親相依為命，父親為了幫助被不良團體找麻煩的身障人士出手相博，結果父親在某日為了保護大聖被狹怨報復的不良團體駕車撞傷，擊倒所有不良團體人員後傷重身亡。經歷被養育院收養、求學、成為不良團體「須牌堕」首領的經歷，加入神城組。偶遇遭從命於非法權位人士的流氓攻擊的艾瑪和當事者，出手解決流氓幫艾瑪解危。
安芸直治
神城組的幹部，個性消極悲觀，但擁有敏銳的觀察能力。擅長古流武術，慣用武器是小太刀和苦無。
市合麟太郎
神城組的武鬥派，談話時常不離父母議題，經常對他人提出哲學性議題（尤其是為何而生）和訓斥敵人出生違背父母的期望，喜歡女性和B'z的歌曲，若是面對友善的一般對象則會展現出親和力的一面。擁有不俗的戰鬥能力、爆發力、分析與戰略能力。橫濱出身，母親生下他不久後因為體弱逝世，受時任警方機動隊小隊長兼父親健太郎啟蒙生存觀，但是父親某日被毒癮者槍殺身亡，麟太郎被親戚收養成人繼承父親衣缽投入警界，獲提拔至特殊部隊。以時任組織前輩被毒癮者持槍射殺為契機介入調查，發現特殊部隊署長佐藤與毒品組織串通的真相，出於對警界的信念破滅和父親、前輩冤死的憤怒設局殺死佐藤遭受追緝，流落街頭時獲得神城義信收容加入神城組，參與神城組對抗特殊部隊的鬥爭事件。偶然間認識兩名小男孩友永肇和修二成為朋友，但在得知友永肇和修二被醫生寺田久光進行非法實驗、導致修二死亡，轉而幫助接受友永肇委託的伊集院消滅寺田的黨羽，讓伊集院捕捉寺田制裁。
神田直道
神城組的成員。
和泉錦之助
外號「妖怪」的年長日本劍豪，為人冷酷但重視恩義，知曉和中的存在，擁有能和伊集院平分秋色的劍術實力。過去為了精進劍術，習慣在拜師後藉著假裝成忠實的學徒，竊取師傅和流派的奧義，待修習時機和完成度成熟時便殺害師傅，透過反覆物色和殺害多名劍術導師增強自身實力。在伊集院捉拿迫害同性戀者的議員三田村智和期間，原本受人指示暗殺三田村，與伊集院過招後選擇讓出目標提供情報和協助除掉三田村的部屬。

#### 「裏神」和「「マッド・カルテル」」相關者
香坂慎太郎 (こうさか しんたろう)
「裏神」領導者，為人冷徹重才擅交際，擁有不俗的智商和成大事的野心，經常用高級料理和休閒活動鼓舞善待部屬，但面對敵對者則會呈現冷酷無情的一面。單親家庭出身，生父不明，香坂自幼展現出超越同齡兒童的才智，飽受欠缺求知精神和經濟貧困的母親側目，8歲時被母親賣給一名墨西哥的年長富有寡婦作為性奴隸而飽受性侵虐待長達兩年，該名寡婦因為將亡夫的遺產揮霍無度招致討債黑道滅口，香坂以自身口才說服黑道而保住性命，被轉賣給販毒組織培訓戰鬥技巧。其具備專業級的戰鬥水準和解析心理能力，同時受童年的不幸經歷討厭販賣人口的犯罪者。故事開始時原為世界級毒品組織「マッド・カルテル」日本分部部長，和「戒炎」領導者我妻京也短暫合作，但在我妻京也死後解除雙方合作關係，選擇從原組織獨立，將日本分部更名為「裏神」。被「京極組」、「獅子王組」視為敵對勢力。曾經在伊集院捉拿以截斷受害者肢體為樂的犯罪者期間與之過招，順勢解決圍攻的「マッド・カルテル」。
辰巳春希 (たつみ はるき)
「裏神」幹部。
タンタン
「裏神」幹部。個性偏孩子氣但也有無情的時候，擅用手槍。和香坂同為接受犯罪集團培訓戰鬥技巧的孤兒，對後者抱持敬重之意。後為了保護香坂死於傑夫和達利烏斯的手中。
反町琥治郎 (そりまち こじろう)
「裏神」幹部。
烏丸瑞紀(からすま みずき)
「裏神」幹部。精於戰鬥和蒐集情報，經常跟隨反町行動。
鳳崎桔平（ほうざききっぺい）
「裏神」幹部。個性好戰且重視夥伴朋友，過去曾任傭兵，拿手特技為八極拳。兵庫県神戸市出身，和深瀬大也是自學生時期便交好的同鄉摯友。在奉組織命令肅清不法團體「礼椎斗」期間，與準備捉拿鎖定胸部豐滿女性出手的殺人犯兼「礼椎斗」雇主谷原美千的伊集院交手，對伊集院的實力抱持濃厚興趣。因為深瀬的犧牲對「マッド・カルテル」抱持恨意，促成「京極組」助其復仇。
深瀬大也 (ふかせ だいや)
「裏神」幹部，是鳳崎自學生時期便交好的同鄉摯友。曾經在鳳崎和伊集院交手時，出面制止鳳崎繼續出手。後來在「マッド・カルテル」與「裏神」鬥爭期間為保護鳳崎犧牲，成為鳳崎立志復仇的開端。

#### 凱娃
以神奈川縣藤澤市為據點的非法集團。
真田遼亮
「凱娃」的首領，是個外型談吐帶有妖艷挑逗氣質、戰鬥時冷酷無情的男人。擅使雙短刀和槍，精於誘惑他人，也會刻意用言語引誘目標再加以殺害。多度參與黑社會之間（包含但不限羅威刃、天羽組、神城組）的鬥爭，在伊集院捉拿制裁樂衷殘殺被害者並取用人骨製作弓箭的弓道家宇津保義正的事件中，因為原本受組織雇用的宇津保拿走組織的款項逃跑，選擇和伊集院合作協助肅清宇津保的手下。

### TV版其他角色
杰克·史佩西（ジャック·スペイシー）（聲：斉藤壮馬）
外籍人士，單戀千惠而遠從海外追隨她的跟蹤狂，在Youtube連載動畫頻道中亦有登場。在TV版中是個看似爽朗健談，其實以折磨殺人為樂的男子，與千惠在柬埔寨的民宿初遇，開始透過社群網站對千惠進行數位跟蹤，在旅途中闖進佐竹和千惠躲避追殺的餐廳試圖對兩者不利，結果因為和其他在場男性顧客目睹與聽信服務生所說「和外國觀光客握手會導致陰莖變小」的傳聞陷入集體歇斯底里，讓佐竹和千惠得以趁隙逃走，仍未放棄追蹤千惠的念頭，在TV版最終話再度向佐竹和千惠痛下殺手未遂，被接受犯罪被害者家屬委託的伊集院與流川擄上直升機，帶回拷問基地進行制裁。
教授（聲：宇垣秀成）
專門研究世界各地不可思議和荒謬事件的「人類瑕疵研究所」（另稱「人類瑕疵大學」）的教授。因為對佐竹屢經大難不死的強韌生命力和經歷產生濃厚興趣，將他當成研究對象。
下田正（聲：内田雄馬）
年輕的獄警，在Youtube連載動畫頻道僅於說明日本獄警執行死刑的影片短暫登場。雖然站在死刑犯和獄警的立場上，但在佐竹被關押在監獄裡的期間，主動與他加深交流。TV動畫版推薦漫畫給佐竹閱讀，有個同樣喜歡看漫畫的妹妹。
門田建二（聲：稻田徹）
資深的獄警，在Youtube連載動畫頻道僅於說明日本獄警執行死刑的影片短暫登場。Youtube動畫版執行佐竹的死刑後，偕同下田前往佐竹的墳前祭拜。TV版向下田說明監獄的狀況。
山岸鐵平（聲：烏丸祐一）
TV版第3話登場的前警察，已婚，育有3歲的獨子正雄。因為在任期間發現時任上司青林隆雄濫用職權拷問受訊者、收賄、強暴非法赴日工作的外籍女性、販毒、勾結黑社會的行為，試圖向署長（聲：高坂篤志）告發此事，反遭警方以精神妄想為由解職，加著被青林報復縱火燒毀自家，造成正雄來不及逃生死於火災，連妻子（聲：上田瞳）亦因為傷心過度而在不久後逝世，為了復仇委託伊集院對青林進行法外制裁。
青林隆雄（聲：松山鷹志）
TV版第3話登場的時任警察，山岸鐵平的前上司。任職初期以身為警員的責任感和正義感為榮，但後來變成濫用職權收賄、強暴非法赴日工作的外籍女性、販毒、勾結黑社會，為求破案不惜冤枉拷問無罪者，甚至向試圖舉報他的山岸家縱火。在偵辦珠寶搶劫案的期間，不但將佐竹誣陷成犯人、屢次毒打對方，甚至還在真正的搶劫犯被捕後，為湮滅證據試圖和黑社會人士將佐竹活埋在深山，及時被伊集院和流川制止與救下佐竹，最終被伊集院施以炮烙的酷刑折磨，死前始憶起擔任警職的初衷。
田岡穰一（聲：手塚ヒロミチ）
TV版第3話登場的連續強姦殺人犯，伊集院的制裁對象之一。因為跟蹤和強姦殺害包含菅野由紀、岡村亞美、鈴木芳江、齋藤真奈美在內的受害女性，被伊集院捕獲並施以「西班牙之驢（日语：スペインのロバ）」酷刑處決。

## 備註
1. ↑  在《佐竹博文的不幸人生》系列第57話，被靈媒揭露為強大的憑依惡靈與守護靈交互作用的影響[7]
2. ↑  另外在親身經過犯罪現場、聽見被害者家屬渴望復仇但未拜託他的情況，也會主動視為接受委託並自行調查制裁目標[27]
3. ↑  在《拷問專家伊集院茂夫》系列第73話，伊集院接受委託制裁「羅威刃」幹部小湊圭一期間，補述曾和被徒弟小湊圭一殺害的劍道老師飛馬鳥學習劍術[29]
4. ↑  連載初期系列標題為《河內組的內部戰爭》，後在2023年6月更名為《獅子王組的內部戰爭》
5. ↑  另外如果有其他對象需要捕獲加害者，則會在予以制裁後，將加害者交給指名捕獲加害者的團體或單位。